# Heves vármegye
Heves vármegye, 1950 és 2022 között Heves megye (németül: Komitat Hewesch, latinul: Comitatus Hevesiensis, szlovákul: Hevešská župa) közigazgatási egység Magyarország északi részén, az Észak-Magyarország régióban. 3637,25 km2-es területével hazánk 15. legnagyobb vármegyéje, amely Magyarország teljes területének mintegy 3,90%-át adja. Emellett közel 285 ezer fős lakosságával a 15. legnépesebb vármegyénk, ezzel hazánk népességének 2,97%-ával rendelkezik, népsűrűsége elmarad az országos átlagtól.
Északnyugatról Nógrád vármegye, északkeletről Borsod-Abaúj-Zemplén vármegye, délről Jász-Nagykun-Szolnok vármegye, nyugatról pedig Pest vármegye határolja. Székhelye a régió második legnépesebb települése, "a magyar Athénnak" is nevezett Eger, második legnépesebb települése pedig "a Mátra kapujának" is tartott Gyöngyös. De nevezetesebb települései közé tartozik a gazdasági központ és fontos közlekedési csomópont Hatvan,  a lignitbányáról és az ott található hőerőműről híres Visonta, illetve a történelmi kastélyával és természeti értékeiről nevezetes Pétervására.
A vármegye déli fele az Alföld északi peremvidékén terül el, északkeleti részén viszont a Bükk-vidék, északnyugati harmadán a Mátra hegyvonulatai húzódnak. Mezőgazdasági képét földrajzi felépítése jelentősen befolyásolja. Északi felén főleg erdőgazdálkodás, vadgazdálkodás folyik, míg déli felén kiterjedt szántók, legelők, szőlőültetvények és gyümölcsösök húzódnak. Vízrajzát délen a Tisza és a rajta mesterségesen kialakított Tisza-tó, nyugaton a Zagyva, középső vidékein a Tarna, míg keleten az Eger-patak és ezen vízfolyások mellékvizei alkotják. Közlekedésföldrajzi értelemben a megye jól megközelíthető mind vasúton, mind közúton.
Heves vármegye története I. István korában kezdődött, amikor a terület az Újvár vármegye része volt, Heves központtal. Az önálló Heves vármegye 1323-ban alakult ki, ekkortól külön ispánság irányította. A 15. század végére vált általánossá a Heves vármegye elnevezés. A megye határai a középkorban gyakran változtak, különösen a Jászság és a Kunság települései miatt. A török hódoltság idején a megye súlyos csapásokat szenvedett. 1552-ben Eger vára, Dobó István vezetésével, sikeresen ellenállt a török ostromnak, ami az ország számára hatalmas jelentőséggel bírt. Azonban 1596-ban Eger is elesett, és Heves török uralom alá került 1687-ig. A felszabadulást követően Heves Külső-Szolnok vármegyével egyesítve működött egészen 1876-ig. Az 1945-ös közigazgatási rendezés során Heveshez néhány községet csatoltak Borsodtól.

## Nevének eredete
Heves vármegye neve a Heves településről származik, amely a megye névadója. A Heves helynév a hő főnév származékából, a heves melléknévből ered.
Más feltevések szerint a "hév" és a "vas" szavak összetételéből alakult ki, utalva az egykori tüzesvaspróbákra. Többen besenyő vagy magyar vitéz nevét sejtik az elnevezés mögött.
Érdekes megjegyezni, hogy a régi lexikonokban a "heves" kifejezéssel illetik a gyorsan felmelegedő, jól termő talajt, mint amilyen a hevesi is.
A település nevét először 1203-ban említik "Hewes" alakban, később "Heues" vagy "Henes" formában is előfordul. Az 1465-ben öntött harangon "Hewes" szerepel.

## Címere

Heves vármegye történelmi címere

A vármegye címere egy álló, csücskös talpú reneszánsz pajzs, amelyet a pajzs formáját követő aranykeret szegélyez. A pajzs kék mezejének zöld talaján egy természetes színezetű gólya áll bal lábán, jobbra fordulva (tolla ezüst és fekete, csőre és lába vörös). Csőrében egy zöld kígyó látható, amely tekeredik és fejével balra hajlik. A gólya felemelt jobb lábában zöld szőlővenyigét tart, rajta két zöld szőlőfürt között egy szőlőlevél.
A címer Heves vármegye természeti adottságait ábrázolja: a Tisza vidékének egykori lápos-mocsaras táját, a termékeny szántóföldeket, és a borairól híres hegyvidéket. A kígyó gyógyító vizeire, bányászatára és iparára is utalhat. A gólya – a keresztény szimbolikában Krisztus jelképe – kifejezi Heves vármegye szerepét, mint a „kereszténység védőpajzsa”. A zöld szín a reményt, a kék pedig a jövőbe vetett hitet szimbolizálja.

## Földrajz

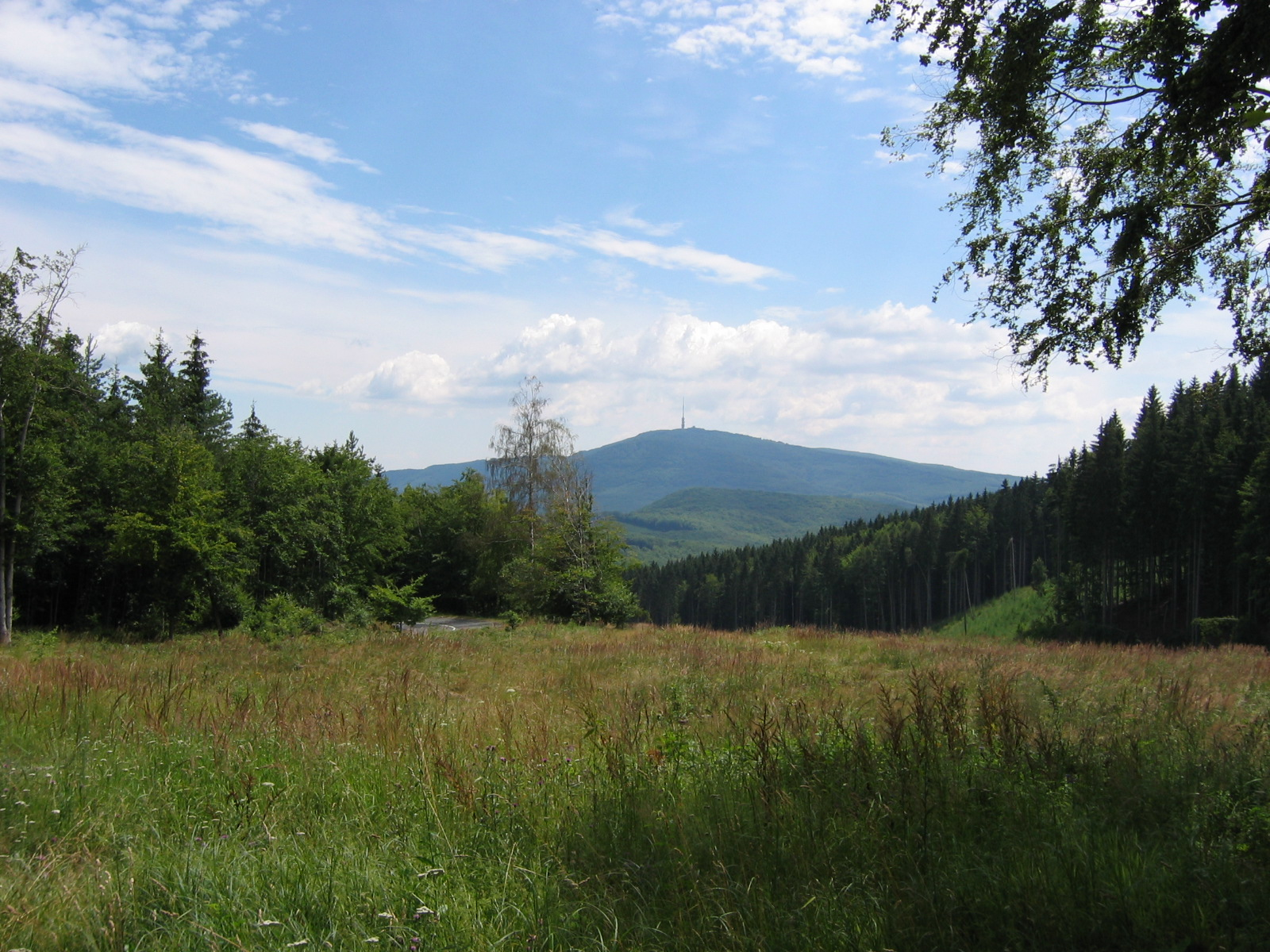
A Mátra, távolban a Kékessel

Heves vármegye két földrajzi nagytájhoz, az Északi-középhegységhez és az Alföldhöz tartozik.
Domborzat

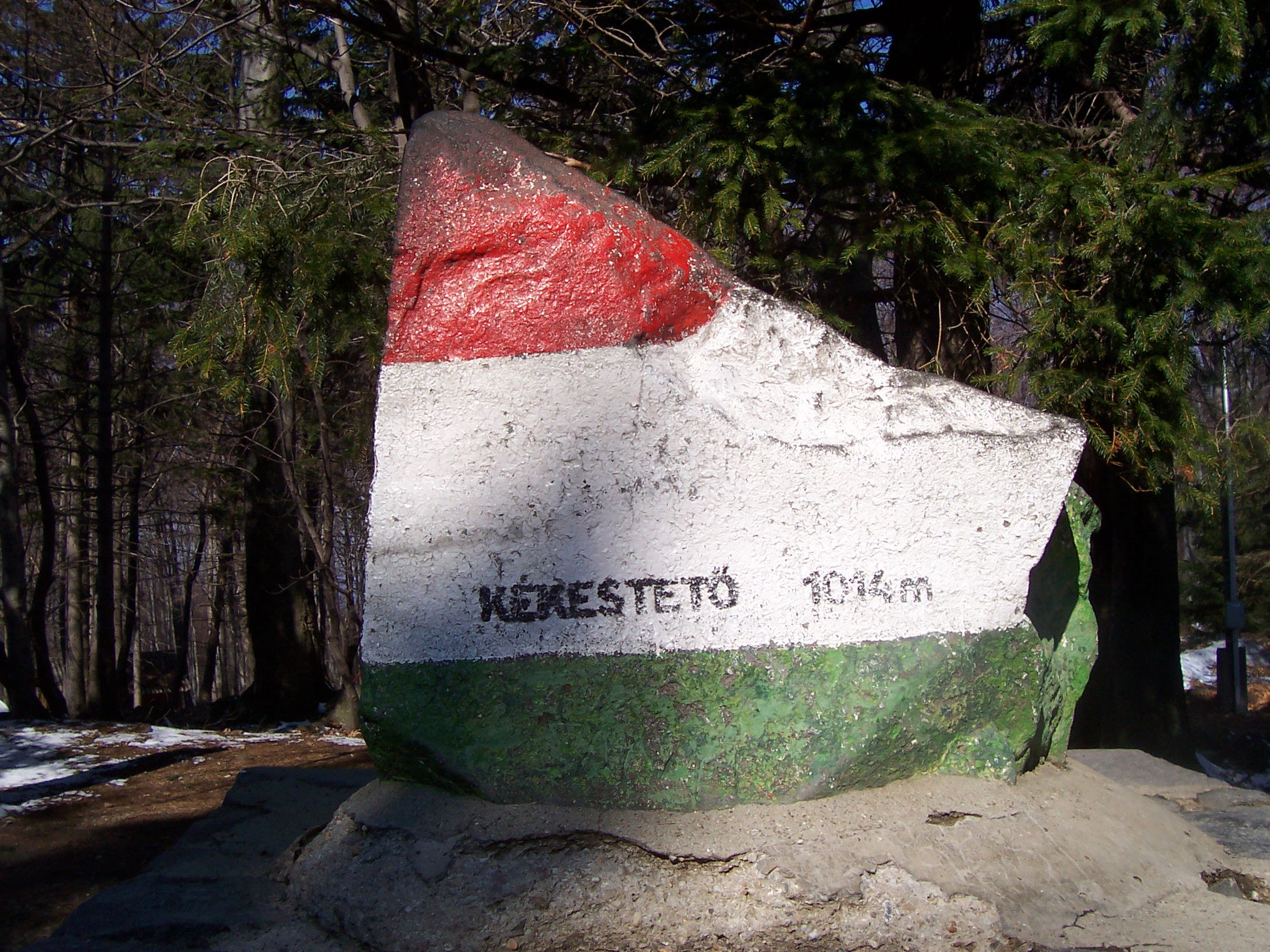
Magyarország legmagasabb pontját jelző kő

A vármegye rendkívül változatos tájakkal rendelkezik. Északi része a Mátra és a Bükk hegyvidéki, míg déli fele síkság jellegű. A Mátrában található Magyarország legmagasabb pontja is, az 1014 méter magas Kékes tető. A vármegye legalacsonyabb pontja Kisköre (86 m.)
Éghajlat
Heves vármegyét a felszín erős függőleges tagoltsága miatt igen változatos mikroklímák jellemzik. Az évi középhőmérséklet 8-10 °C-fok közötti – attól függően, hogy a vármegye északi vagy déli részéről van-e szó.
Vízrajz

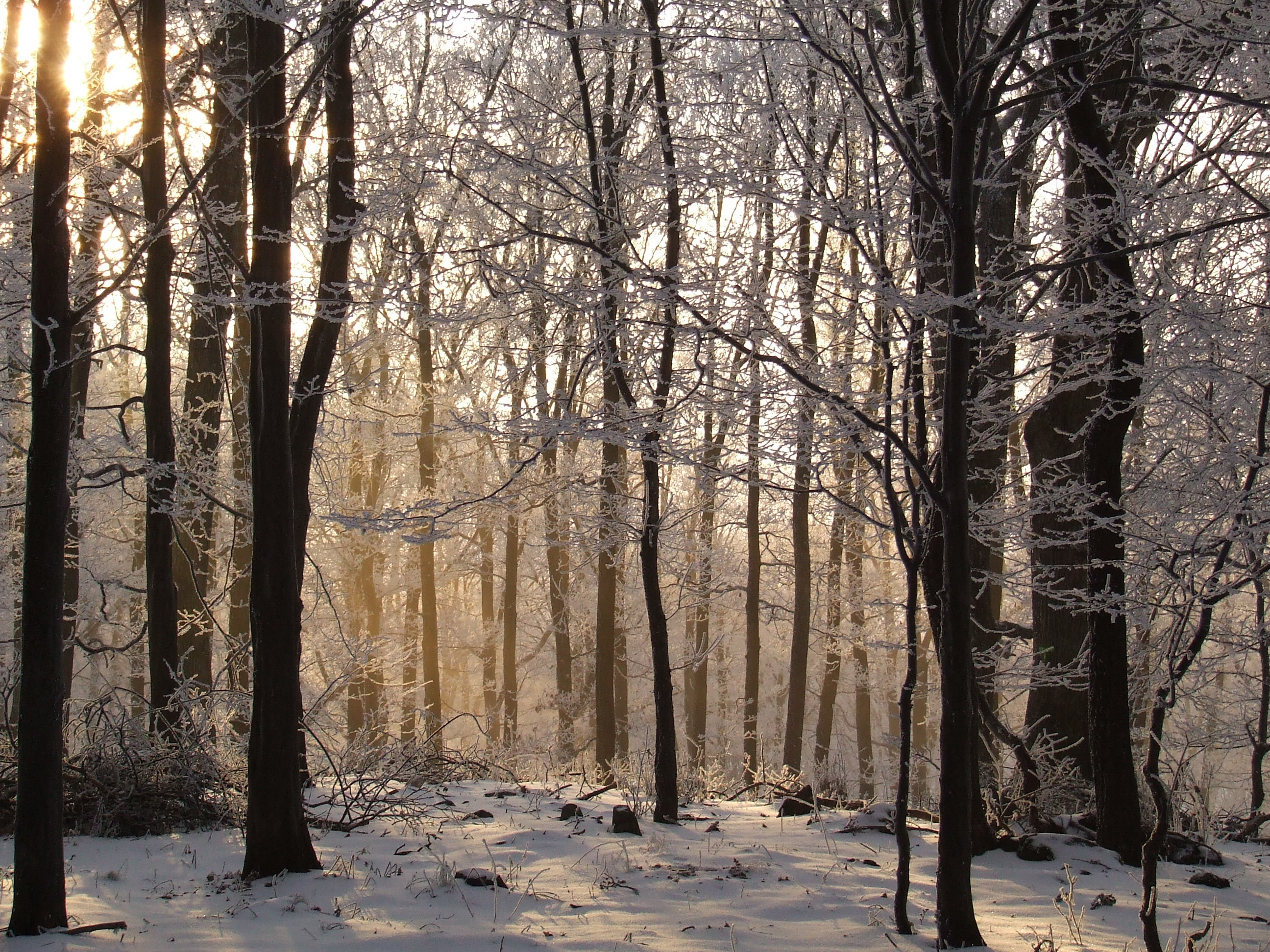
Bükkös a Mátrában

A vármegyét délkeletről a Tisza-tó határolja, amely a kiskörei vízierőműhöz tartozó víztározó és egyben Magyarország legnagyobb mesterséges tava. A vármegye meghatározó horgásztava a Markazi-víztározó. A vármegye nagyobb folyóvizei a Tisza, a Zagyva, a Tarna, a Laskó- és az Eger-patak.
Élővilág, természetvédelem
A vármegye területének 13%-a a Bükki Nemzeti Park részét képezi.
Lásd még: Heves vármegye védett természeti értékeinek listája
Jellemző földrajzi pontok
- a megye legészakibb települése Istenmezeje (Pétervásárai járás)
- a megye legdélibb települése Pély (Hevesi járás)
- a megye legkeletibb települése Poroszló (Füzesabonyi járás)
- a megye legnyugatibb települése Nagykökényes (Hatvani járás)

## Történelem
Heves vármegye területén ősidők óta éltek emberek, kiknek kőkori nyomait a Bükk hegység mészkőbarlangjaiban (Istállós-kői-barlang, Szeleta-barlang, Pes-kő-barlang) találták meg. Később réz-, bronz- és vaskori leletek is nagy számban kerültek elő ezen a vidéken.
Majd a szarmaták, 569 és 811 között pedig az avarok hagytak máig látható nyomokat a vidéken; a csörsz árka vonulatai ugyanis ezt a vidéket is érintették, nyomaik sok helyen máig kivehetők. A honfoglaló magyarok  895-ben vették birtokba e területet, és 900-ban telepedtek meg itt véglegesen:
A mai Heves vármegye területét Anonymus: Gesta Hungaroruma említette írásban először, melyben Árpád és vitézeinek e vidéken, az Eger-, Tisza- és Zagyva vizének környékére való érkezését mondja el:
„Árpád vezér és övéi megindulván az Egur (Eger) vizéig jövének... s azon halmot, melyen a vezérnek leveles szint csináltak, Zenuholmu-nak (Szihalom) nevezték s táboruk az Ustoros vizétől Pourozlou (Poroszló) váráig terjedt. Innen megindulva a Zogea (Zagyva) vizéig jövének és tábort ütének azon folyó partján a Tiszától a Mátra erdejéig... Akkor Árpád vezér a Mátra erdejében egy földet adott Edu-nak és Edumen-nek, ahol aztán unokájuk, Pata várat épített, kiknek a nemzetségéből származott sok idők múltával Sámuel király, kit kegyességéért Obának neveznek vala”
Anonymus történetéből a fennmaradt oklevelek szerint annyi bizonyos, hogy Patának ebben az időben már voltak birtokrészei a megyében, majd 1234-ben II. András király adományozta az eddig királyi birtoknak számító negyedrészt is az Aba nemzetségbeli Sixtus fiának, Demeternek.
A 12. században már a megyében birtokos Aba nemzetség több tagja is viselte a Pata nevet, melyeknek egyike építhette itt, a Gyöngyöspata fölötti hegyen azt a földdel körülsáncolt lakóházat, melyet idővel a nemzetség tagjai megerősítve Pata várává építettek ki.

### Középkor
A fennmaradt oklevelek hiteles forrásokként szolgálnak a környék múltjáról:
A honfoglaláskor a magyarok az ország területét nemzetségek szerint szállták meg. Kézai Simon krónikájában a magyarok beköltözésekor 108 nemzetséget számolt, minden ősi nemzetségünk külön területen kapott szállásbirtokot, mely szállásbirtokokat a nemzetség tagjai közösen használtak.
Az Árpád-kor vége felé, a 14. században e nemzetségek már nagyon szétszóródtak, szerzett birtokaik mellé már királyi adománybirtokok is társultak. Az egyes nemzetségek ősi fészkét ott találhatjuk meg, ahol a nemzetség tagjai sűrűbben fordulnak elő; ez a terület volt a nemzetség honfoglalás kori birtoka.
Heves megye területén két ilyen központ található. Az egyik Gyöngyös vidéke, a másik a Tisza menti Abád vidéke.
Ezek közül:
- Gyöngyös környékén egymással szomszédosak az Aba nemzetség Adácsi, Amadé, Aszalay, Csobánka, Debrey, Kompolti, Rédei, Verpeléti ágai.
- A Tisza mentén pedig az Aba nemzetség Amadé, Csobánka, Gagyi, Kompolti, Verpeléti ágai, melyek bizonyítják, hogy a mai Heves vármegye területén az Aba nemzetség kapta meg szállásbirtokait.

Az Aba nemzetség igazi megalapítójának Aba Sámuel tekinthető, akit ugyancsak itt Gyöngyös mellett, a nemzetség sári monostorában temettek el.
Heves vármegye másik nagyobb birtokteste az Abákon kívül az egri püspökségé volt. Egy 1261-ben kiállított adománylevél szerint az egri püspökségé volt az egri völgy (vallis Agriensis) fölfelé és lefelé, egészen a Tiszáig. Az egri püspökségnek is hatalmas birtokai voltak: Bátony, melyet később Bátorral cseréltek el, Szurdokpüspöki, Gyöngyöspüspöki.
A vármegye területén királyi birtok volt a Hevesi vár tartozékaival együtt, melyből később a királyok sok birtokrészt eladományoztak az Aba nemzetség tagjainak és az egri püspökségnek is.
Az ősi birtokviszonyokból az ország újjászervezése Szent István király idejére esett, és királyi birtokok szerint történt.
A 11. században egy-egy királyi várhoz (civitas) tartozó uradalom a rajtuk élő várnépekkel együtt alkotta az egykori megyét, melyet először zsupánságnak, később a 13. században ispánságnak, várispánságnak neveztek.

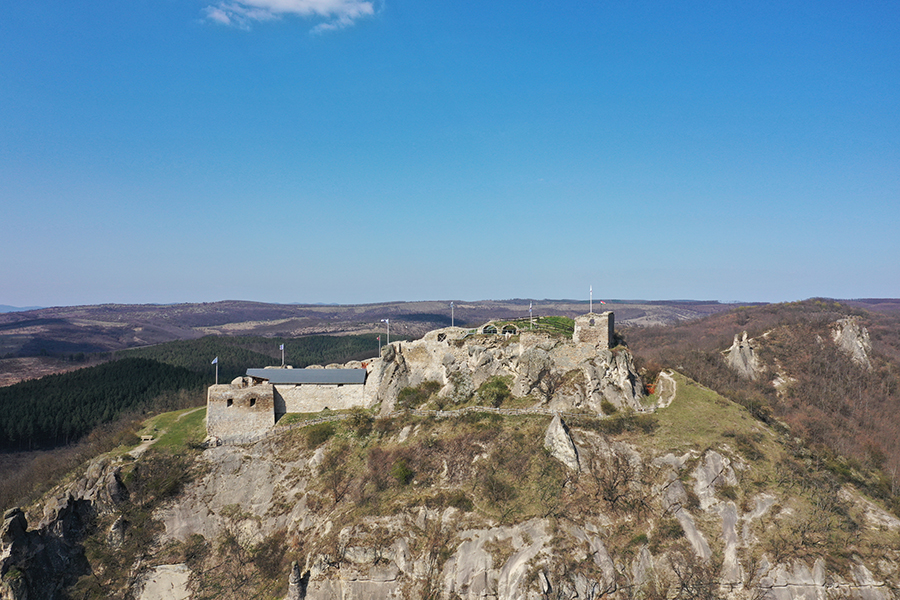
A siroki vár

Mivel a hevesi várbirtok kicsi volt, ezért az ispánság északabbra költözött. Eleinte az abaújmegyei Forróra, majd a Képes krónika szerint az Aba Sámuel által épített Újvárra (Novo Castro), végül Hevesújvárra költözött. A fennmaradt oklevelek Abaújvárat 1243-tól, Hevest 1248-tól említik.
A várispánságok a 13. század végére, 14. század elejére felbomlottak, s helyükben a régi királyi várispánságoktól elütő vármegyék keletkeztek, s ezek legnevezetesebb intézménye a szolgabíróság lett, melyet már a vármegyék közössége választott meg.
Heves vármegyében a gyűléseket eleinte a királyt helyettesítő nádor hívta össze Szihalmon, majd a nádori gyűlésekből fejlődött ki a vármegyei gyűlés.
A vármegyében a vármegye gyűléseinek székhelyeiről is maradtak fenn írásos adatok: 1345-ben Kompoltról, majd 1424-ben Verpelétről.
A 14. század elejére tehetően megalakult vármegye neve Hevesújvármegye lett, mely a régi várispánságokból és tartozékaikból alakult ki, és melynek előkelőbb részét a vármegye területén letelepedett törzsökös és birtokos nemesek alkották. Ilyen ősi nemzetségek voltak az Aba-, Rátót-, Szalók-, Tomaj-, Apocz-, Baksa-, Bék-, míg a vármegyében birtokos nemzetségek a Bél-, Kacsics-, Miskolcz-, Sártiván-Vecse nemzetség.
A 16. században török hódoltság alá került Szolnok és annak térsége, így annak magyar közigazgatását összevonták Hevessel, így létrehozva Heves és Külső-Szolnok vármegyét. Ez fennállt egészen az 1876-os megyerendezésig, amikor Heves vármegye ismét önálló lett.

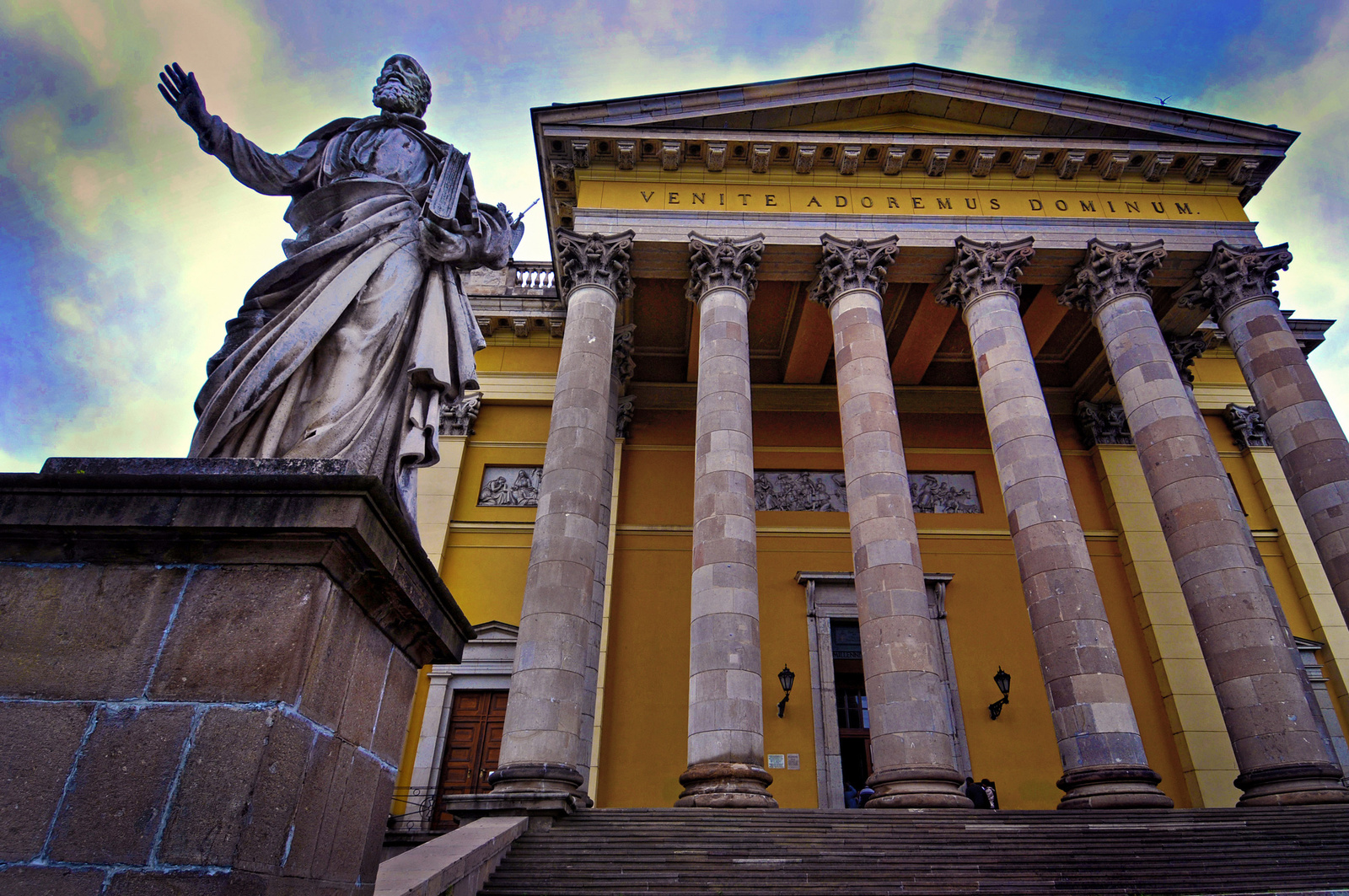
Eger katedrálisa

## Közigazgatási beosztás 1950–1990 között

### Járások 1950–1983 között
Az 1950-es megyerendezés előtt Heves vármegyéhez hat járás tartozott (Egri, Gyöngyösi, Hatvani, Hevesi, Pétervásári és Tiszafüredi). A megyerendezéskor a Tiszafüredi járást Szolnok megyéhez csatolták, visszamaradt részét viszont kiegészítették néhány községgel a Borsod-Gömör megyétől ide csatoltak közül és az Egri járásból, új Füzesabonyi járást szervezve. Így az új megyében 1950. február 1-jétől továbbra is hat járás volt (Egri, Füzesabonyi, Gyöngyösi, Hatvani, Hevesi és Pétervásári).
Az 1950-es járásrendezés június 1-jén csak annyiban érintette a megyét, hogy egy községet a Füzesabonyi járástól a Hevesi járáshoz csatoltak.
Ezt követően 1983-ig a hatból két járás szűnt meg: a Pétervásári (1966-ban) és a Hatvani (1969-ben). A járások megszűnésekor, 1983 végén tehát a megyéhez négy járás tartozott (Egri, Füzesabonyi, Gyöngyösi és Hevesi).

### Városok 1950–1983 között
Az 1950-es megyerendezéskor Heves megyéhez három megyei város tartozott, Eger, Gyöngyös és Hatvan, és 1983-ig nem is szerzett más település városi rangot a megyében.
A tanácsok megalakulásától 1954-ig Eger közvetlenül a megyei tanács alá rendelt város volt, míg Gyöngyös és Hatvan közvetlenül a járási tanács alá rendelt városként a Gyöngyösi illetve a Hatvani járáshoz tartozott. 1954 és 1971 között mindhárom város jogállása járási jogú város volt, azután pedig egyszerűen város.

### Városkörnyékek 1969–1983 között
Hatvan volt (Kapuvár mellett) a városkörnyéki közigazgatás bevezetésének „kísérleti terepe” 1969-ben. A megszüntetett Hatvani járás községeinek nagy részét a Gyöngyösi járáshoz osztották be, hármat azonban az egyidejűleg várossá alakított Hatvan tanácsa alá rendeltek. Ez nem jelentette a községek városhoz csatolását, mivel a községekben tovább működtek a helyi tanácsok, az itt korábban megválasztott járási tanácstagok viszont Hatvan városi tanácsának tagjaivá váltak, ennélfogva az tulajdonképpen a város és a községek közös tanácsává vált.
Ez a modell az 1971-ben a részben az itt szerzett tapasztalatok alapján megalkotott harmadik tanácstörvény alapján megszűnt. A városkörnyéki igazgatás ettől kezdve csupán a hivatali szervezetek közötti kapcsolatot jelentette, a községek képviselete a városi tanácsi testületben megszűnt.
Heves megye további két városa, Eger és Gyöngyös körül 1974-ben alakult városkörnyék, melyek csak a városokhoz legszorosabban kapcsolódó községeket foglalták magukba, mindkét város járási székhelyek maradt 1983 végéig.

### Városok és városi jogú nagyközségek 1984–1990 között
1984. január 1-jén valamennyi járás megszűnt az országban, Heves megyében a város- és nagyközség-környékek határait az 1969 előtti járásokéival megegyezően alakították ki. Ugyanekkor várossá alakult és városkörnyékközpont lett Heves, illetve városi jogú nagyközséggé alakult és nagyközségkörnyék-központ lett Füzesabony, mely aztán 1989-ben szintén várossá alakult. Ugyancsak 1989-ben kapott városi rangot Pétervására is, azonban városkörnyékközpont már nem lett. Ezzel 1990-re a megye városainak száma hatra nőtt.

## Önkormányzat és közigazgatás

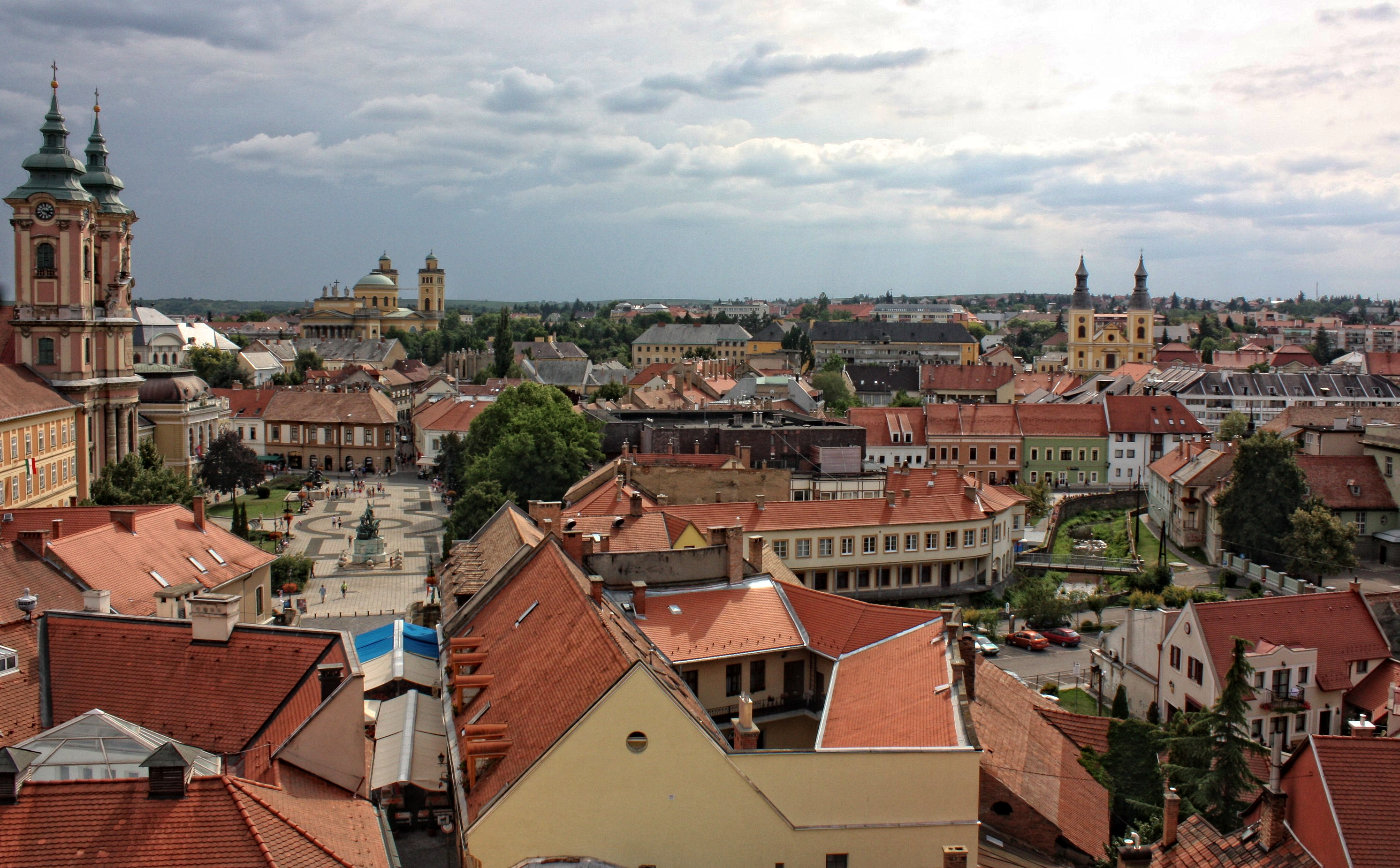
Eger látképe

### Vármegyei közgyűlés
Heves vármegye közgyűlése a 2010-es önkormányzati választás óta 15 főből áll. A mandátumokat a megye választópolgárai által a pártlistákra leadott szavazatok alapján osztják ki. (Mivel Eger megyei jogú város, ezért lakói nem szavaznak a megyei közgyűlési listákra.)
A 2019-es magyarországi önkormányzati választáson megválasztott Heves megyei közgyűlés 15 képviselőből állt, az alábbi pártösszetétellel:
| Párt | Párt                        | Mandátum | Vármegyei Közgyűlés (2019-2024) | Vármegyei Közgyűlés (2019-2024) | Vármegyei Közgyűlés (2019-2024) | Vármegyei Közgyűlés (2019-2024) | Vármegyei Közgyűlés (2019-2024) | Vármegyei Közgyűlés (2019-2024) | Vármegyei Közgyűlés (2019-2024) | Vármegyei Közgyűlés (2019-2024) | Vármegyei Közgyűlés (2019-2024) |
| ---- | --------------------------- | -------- | ------------------------------- | ------------------------------- | ------------------------------- | ------------------------------- | ------------------------------- | ------------------------------- | ------------------------------- | ------------------------------- | ------------------------------- |
|      | Fidesz-KDNP                 | 9        |                                 |                                 |                                 |                                 |                                 |                                 |                                 |                                 |                                 |
|      | DK-Jobbik-MSZP-Momentum-MMN | 6        |                                 |                                 |                                 |                                 |                                 |                                 |                                 |                                 |                                 |

A 2024-es magyarországi önkormányzati választáson megválasztott Heves vármegyei közgyűlés 15 képviselőből áll, az alábbi pártösszetétellel:
| Párt | Párt                  | Mandátum | Vármegyei közgyűlés (2024-2029) | Vármegyei közgyűlés (2024-2029) | Vármegyei közgyűlés (2024-2029) | Vármegyei közgyűlés (2024-2029) | Vármegyei közgyűlés (2024-2029) | Vármegyei közgyűlés (2024-2029) | Vármegyei közgyűlés (2024-2029) | Vármegyei közgyűlés (2024-2029) | Vármegyei közgyűlés (2024-2029) |  |
| ---- | --------------------- | -------- | ------------------------------- | ------------------------------- | ------------------------------- | ------------------------------- | ------------------------------- | ------------------------------- | ------------------------------- | ------------------------------- | ------------------------------- |  |
|      | Fidesz-KDNP           | 9        |                                 |                                 |                                 |                                 |                                 |                                 |                                 |                                 |                                 |  |
|      | Mi Hazánk Mozgalom    | 2        |                                 |                                 |                                 |                                 |                                 |                                 |                                 |                                 |                                 |  |
|      | Demokratikus Koalíció | 2        |                                 |                                 |                                 |                                 |                                 |                                 |                                 |                                 |                                 |  |
|      | Momentum Mozgalom     | 1        |                                 |                                 |                                 |                                 |                                 |                                 |                                 |                                 |                                 |  |
|      | Jobbik                | 1        |                                 |                                 |                                 |                                 |                                 |                                 |                                 |                                 |                                 |  |

2010-től
A 2010-es önkormányzati választás eredményeként a közgyűlésben a Fidesz–KDNP 8, a Magyar Szocialista Párt 4, míg a Jobbik 3 mandátummal rendelkezik. A közgyűlés elnöke 2010 októberétől 2011 januárjáig Horváth László, míg alelnöke Szabó Róbert volt. Mindketten a Fidesz politikusai. Horváth Lászlót 2011 elejétől a megyei kormányhivatal vezetőjévé nevezték ki. Ekkor összeférhetetlenség miatt Horváth László lemondott. Ezt követően lett a megyei közgyűlés elnöke Szabó Róbert, míg az új alelnök Dr. Gondos István. Heves vármegyében található a legkevesebb megyei kisebbségi önkormányzat, egy, a roma kisebbségé.
A közgyűlés összetétele a 2010. évi önkormányzati választások alapján:
| Párt, egyesület | Képviselők (egyéni + listás) | %     |
| --------------- | ---------------------------- | ----- |
| Fidesz–KDNP     | 8                            | 53,3% |
| MSZP            | 4                            | 26,6% |
| Jobbik          | 3                            | 20,0% |

2024-től
A 2024-es magyarországi önkormányzati választás eredményeként a közgyűlésben a Fidesz–KDNP 9, a Mi Hazánk Mozgalom 2, a Demokratikus Koalíció 2, a Momentum 1, míg a Jobbik 1 mandátummal rendelkezik. A közgyűlés elnöke 2024 októberétől Csuhány Bence Fidesz–KDNP.
A közgyűlés összetétele a 2024. évi önkormányzati választások alapján:
| Párt, egyesület       | Képviselők (egyéni + listás) | %     |
| --------------------- | ---------------------------- | ----- |
| Fidesz–KDNP           | 9                            | 60%   |
| Mi Hazánk Mozgalom    | 2                            | 13,3% |
| Demokratikus Koalíció | 2                            | 13,3% |
| Momentum              | 1                            | 6,7%  |
| Jobbik                | 1                            | 6,7%  |

### Tisztségek
2010-től
- A közgyűlés elnöke: Szabó Róbert (Fidesz–KDNP);
- A közgyűlés alelnöke: Dr. Gondos István (Fidesz–KDNP);
- Heves vármegye főjegyzője dr. Barta Viktor;
- Heves vármegye aljegyzője: dr. Kovács Csaba.

A közgyűlés tagjai frakciónként:

(Fidesz–KDNP) frakció:
Bossányi László    (Eger Megyei Jogú Várossal Egyeztető Bizottság és a Pénzügyi és Ellenőrző Bizottság tagja)
Deé András  	(az Ügyrendi és Kisebbségi Bizottság elnöke, valamint a Megyei Fejlesztési és Nemzetközi Ügyek Bizottságának tagja, frakcióvezető-helyettes)
Jáger József	(a Megyei Fejlesztési és Nemzetközi Ügyek Bizottság, és az Ügyrendi és Kisebbségi Bizottság tagja)
Oroján Sándor	(a Megyei Fejlesztési és Nemzetközi Ügyek Bizottságának elnöke, és az Egészségügyi és Szociális Bizottság tagja)
Sveiczer Sándor     (a Megyei Fejlesztési és Nemzetközi Ügyek Bizottság tagja, valamint az elmúlt ciklus tisztázatlan ügyeit vizsgáló bizottság elnöke)
Tóth Csaba  	(az Egészségügyi és Szociális Bizottság tagja, valamint az Oktatási, Művelődési, Ifjúsági és Sport Bizottság elnöke, frakcióvezető)

Jobbik frakció:
Bolyki András    (az Ügyrendi és Kisebbségi Bizottság tagja)
Dudás Róbert     (az Eger Megyei Jogú Várossal Egyeztető Bizottság tagja, valamint az Egészségügyi és Szociális Bizottság elnöke, frakcióvezető)
Szűcsné Major Ildikó (az elmúlt ciklus tisztázatlan ügyeit vizsgáló bizottság, valamint az Oktatási, Kulturális, Ifjúsági és Sport Bizottság tagja)

MSZP frakció:
Fekete László	(a Megyei Fejlesztési és Nemzetközi Ügyek Bizottság tagja)
Korózs Lajos	(a Megyei Fejlesztési és Nemzetközi Ügyek Bizottság tagja)
Dr. Nagy Imre	(az Elmúlt ciklus tisztázatlan ügyeit vizsgáló bizottság tagja, valamint a Pénzügyi és Ellenőrző Bizottság elnöke, frakcióvezető)
Szabó Gyula     (az Eger Megyei Jogú Várossal Egyeztető Bizottság, valamint az Oktatási, Kulturális, Ifjúsági és Sport Bizottság tagja)
2024-től
- A közgyűlés elnöke: Csuhány Bence (Fidesz–KDNP);
- A közgyűlés foglalkoztatási jogviszonyban álló alelnöke: Szabó Róbert (Fidesz–KDNP);
- A közgyűlés társadalmi megbízatású alelnöke: Tóth Csaba (Fidesz–KDNP);
- Heves vármegye főjegyzője Dr. Barta Viktor;
- Heves vármegye aljegyzője: Hegyiné Kertész Zsuzsanna.

A közgyűlés tagjai:

Elnök: Csuhány Bence (Fidesz-KDNP)

Képviselők: Varga János (DK), Marczis Jánosné (DK), Kárpáti István (Momentum), Faragó Tamás (Jobbik), Kismihók Tamás (Mi Hazánk), Polyák Katalin (Mi Hazánk), Tóth Csaba (Fidesz-KDNP), Szabó Róbert (Fidesz-KDNP), Csik Balázs (Fidesz-KDNP), Palkovics Péter (Fidesz-KDNP), Maka Attila (Fidesz-KDNP), Drabos Imréné (Fidesz-KDNP), Szókovács Péter (Fidesz-KDNP), Szabó Péter (Fidesz-KDNP).
A területfejlesztési bizottság elnöke Drahos Imréné, alelnöke Varga János (DK), képviselői tagok Szabó Péter és Polyák Katalin (Mi Hazánk), míg külsős tagjai Jámbor Dénes, Maksa Mátyás és Szaniszló László.

A pénzügyi és ellenőrző bizottság elnöke Csik Balázs, alelnöke Faragó Tamás (Jobbik), képviselői tagok Marczis Jánosné (DK), Szókovács Péter, külsősök pedig dr. Jakab Kálmán, dr. Ördög István és Tóthné Szabó Anita.

Az ügyrendi és vármegyei koordinációs bizottság elnöke Maka Attila, alelnöke Kismihók Tamás (Mi Hazánk), képviselői tagok Kárpáti István Gergely (Momentum) és Palkovics Péter, a külsős tagok pedig Fejes Lőrinc, Kovács István és Simon Edit.

### Járások
Heves megye járásainak főbb adatai a 2013. július 15-ei közigazgatási beosztás szerint az alábbiak:
| Sorszám | Járás neve          | Székhely     | Település | Ebből város | Népesség (2013. január 1.) | Terület (km²) | Népsűrűség (fő/km²) |
| ------- | ------------------- | ------------ | --------- | ----------- | -------------------------- | ------------- | ------------------- |
| 1       | Bélapátfalvai járás | Bélapátfalva | 8         | 1           | 8 870                      | 180,89        | 49                  |
| 2       | Egri járás          | Eger         | 22        | 2           | 86 241                     | 602,05        | 143                 |
| 3       | Füzesabonyi járás   | Füzesabony   | 16        | 1           | 30 396                     | 578,55        | 53                  |
| 4       | Gyöngyösi járás     | Gyöngyös     | 25        | 2           | 73 460                     | 750,78        | 98                  |
| 5       | Hatvani járás       | Hatvan       | 13        | 2           | 50 872                     | 352,16        | 144                 |
| 6       | Hevesi járás        | Heves        | 17        | 2           | 35 116                     | 697,68        | 50                  |
| 7       | Pétervásárai járás  | Pétervására  | 20        | 1           | 21 381                     | 475,07        | 45                  |

### Kistérségek
Heves megye megszűnt kistérségeinek főbb adatai a 2013. július 15-ei beosztás szerint az alábbiak:
| Kód  | Kistérség neve          | Központ      | Település | Ebből város | Népesség (2013. január 1.) | Terület (km²) | Népsűrűség (fő/km²) |
| ---- | ----------------------- | ------------ | --------- | ----------- | -------------------------- | ------------- | ------------------- |
| 4007 | Bélapátfalvai kistérség | Bélapátfalva | 13        | 1           | 12 200                     | 260,06        | 47                  |
| 4001 | Egri kistérség          | Eger         | 17        | 2           | 82 911                     | 522,88        | 159                 |
| 4003 | Füzesabonyi kistérség   | Füzesabony   | 16        | 1           | 30 396                     | 578,55        | 53                  |
| 4004 | Gyöngyösi kistérség     | Gyöngyös     | 25        | 2           | 73 460                     | 750,78        | 98                  |
| 4005 | Hatvani kistérség       | Hatvan       | 13        | 2           | 50 872                     | 352,16        | 144                 |
| 4002 | Hevesi kistérség        | Heves        | 17        | 2           | 35 116                     | 697,68        | 50                  |
| 4006 | Pétervásárai kistérség  | Pétervására  | 20        | 1           | 21 381                     | 475,07        | 45                  |

### Országgyűlési képviselők
Magyarországon az országgyűlési választások során az ország területét egyéni választókerületekre osztják, és mindegyik kerületnek egy képviselője van a parlamentben, akit közvetlenül választanak. Az egyéni választókerületek országgyűlési képviselői tehát azok a politikusok, akik egy-egy adott földrajzi terület választópolgárait képviselik az Országgyűlésben.
Az egyéni választókerületek képviselői általában valamelyik párt jelöltjei, de független képviselők is indulhatnak a választáson. A választókerületek képviselői meghatározó szereplők, mivel közvetlen kapcsolatban állnak választóikkal, és elsősorban az adott terület helyi érdekeit képviselik az országos politikai döntéshozatalban.
| Választókerület                                             | Székhely | Képviselő        | Párt | Párt        |
| ----------------------------------------------------------- | -------- | ---------------- | ---- | ----------- |
| Heves vármegyei 1. sz. országgyűlési egyéni választókerület | Eger     | Dr. Pajtók Gábor |      | Fidesz–KDNP |
| Heves vármegyei 2. sz. országgyűlési egyéni választókerület | Gyöngyös | Horváth László   |      | Fidesz–KDNP |
| Heves vármegyei 3. sz. országgyűlési egyéni választókerület | Hatvan   | Szabó Zsolt      |      | Fidesz–KDNP |

## Népesség
Heves vármegye lakónépessége 2022. október 1-jén 285 892 fő volt, ami Magyarország össznépességének 3%-át tette ki. A 2011-es népszámlálás óta 22 990 fővel csökkent a vármegye lakosság száma. Ebben az évben az egy km²-re jutó lakók száma, átlagosan 79 ember volt. Heves vármegye népesség korösszetétele igen kedvezőtlen. 2022-ben a város lakónépességének a 15%-a 14 évnél fiatalabb, míg a 65 éven felülieké 22% volt. 2022-ben a férfiaknál 71,1, a nőknél 78,1 év volt a születéskor várható átlagos élettartam. A legmagasabb befejezett iskolai végzettség szerint az érettségi végzettséggel rendelkezők élnek a legtöbben a városban 78 657 fő, utánuk a következő nagy csoport az általános iskolai végzettséggel rendelkezők 60 124 fővel. 2022-ben a 6 évnél idősebb népesség 82%-nál volt internet elérési lehetősége. A népszámlálás adatai alapján a város lakónépességének 8%-a, mintegy 24 764 személy vallotta magát valamely kisebbséghez tartozónak. A kisebbségek közül cigány, német és ukrán nemzetiségűnek vallották magukat a legtöbben.
A 19. század utolsó harmadától Heves vármegye lakosságszáma egyenletesen növekedett, egészen az 1960-as évekig. A legtöbben 1980-ban éltek a vármegyében 350 360 fő. A 80-as évektől, egészen napjainkig folyamatosan csökken a vármegye népességszáma, ma már kevesebben laknak a vármegyében, mint 1920-ban.
A 2022-es népszámlálási adatok szerint a magukat vallási közösséghez tartozónak valló Heves vármegyeiek túlnyomó többsége római katolikusnak tartja magát. Emellett jelentős egyház a városban még a református.

### Nemzetiségek
Heves vármegye lakóinak nemzetiségi összetétele 2011-ben
Heves vármegye lakosságának túlnyomó többsége magyar nemzetiségű, ugyanakkor a megye etnikai szerkezetét kisebbségi közösségek is színesítik. A 2011-es népszámlálás adatai alapján a megye teljes népessége 279 714 fő volt, amelyből 279 714 fő nyilatkozott etnikai hovatartozásáról.
A magyar közösség dominanciája itt is egyértelmű: 257 659 fő, azaz a lakosság 92,12%-a vallotta magát magyarnak. Ez a többség mélyen beágyazott történelmi és kulturális jelenlétet tükröz a megye településein.
A roma közösség a legnagyobb létszámú kisebbség a megyében, 19 312 fővel (6,90%). Jelenlétük elsősorban a megye északi és keleti térségeiben meghatározó, ahol aktívan hozzájárulnak a helyi közösségek társadalmi és kulturális életéhez.
A fennmaradó 2 743 fő (0,98%) más nemzetiségekhez tartozik, illetve nem meghatározható etnikai csoport tagja. Ide tartozhatnak például német, szlovák, román, örmény illetve más kisebb létszámú közösségek képviselői is.
Bár Heves vármegye nemzetiségi összetétele elsősorban magyar többségű, a kisebbségi csoportok jelenléte fontos szerepet játszik a megye kulturális sokszínűségének formálásában.

### Vallás
Heves vármegye lakóinak vallási összetétele 2022-ben
A 2022-es népszámlálási adatok alapján Heves vármegyében is markánsan érvényesül a keresztény vallási hagyomány, ugyanakkor a vallástalan közösségek is számottevő arányban képviseltetik magukat.
A legnagyobb vallási közösséget a római katolikusok alkotják, akik a megye lakosságának 63,4%-át teszik ki, míg a görögkatolikus közösség 0,8%-ot képvisel. A katolicizmus történelmi gyökerei mélyen átszövik Heves vallási és kulturális életét, különösen a kisebb településeken.
A reformátusok, vagyis a kálvinista közösség a második legnépesebb keresztény felekezet, a lakosság 7,2%-át alkotják. Hevesben jelentős történelmi hagyományuk van, főként a megye keleti és déli részén. Az evangélikus egyházhoz tartozók aránya 0,5%, közösségük inkább kisebb, de kulturálisan aktív.
Más keresztény felekezetekhez – például baptistákhoz, pünkösdiekhez vagy neoprotestáns közösségekhez – a lakosság 4,4%-a tartozik, míg egyéb, nem keresztény vallások követői 0,4%-ot képviselnek.
A nem vallásos közösségek aránya jelentős: a népesség 23,3%-a vallotta magát nem vallásosnak. Ezek a csoportok jellemzően a városiasabb területeken élnek, ahol a szekularizáció erősebben érvényesül.

Azok arányáról, akik nem nyilatkoztak vallási hovatartozásukról, a jelen adatok nem közölnek pontos számot, de a korábbi évek trendjei alapján feltételezhető, hogy e csoport is jelentős méretű, tovább árnyalva Heves vármegye vallási sokszínűségét.

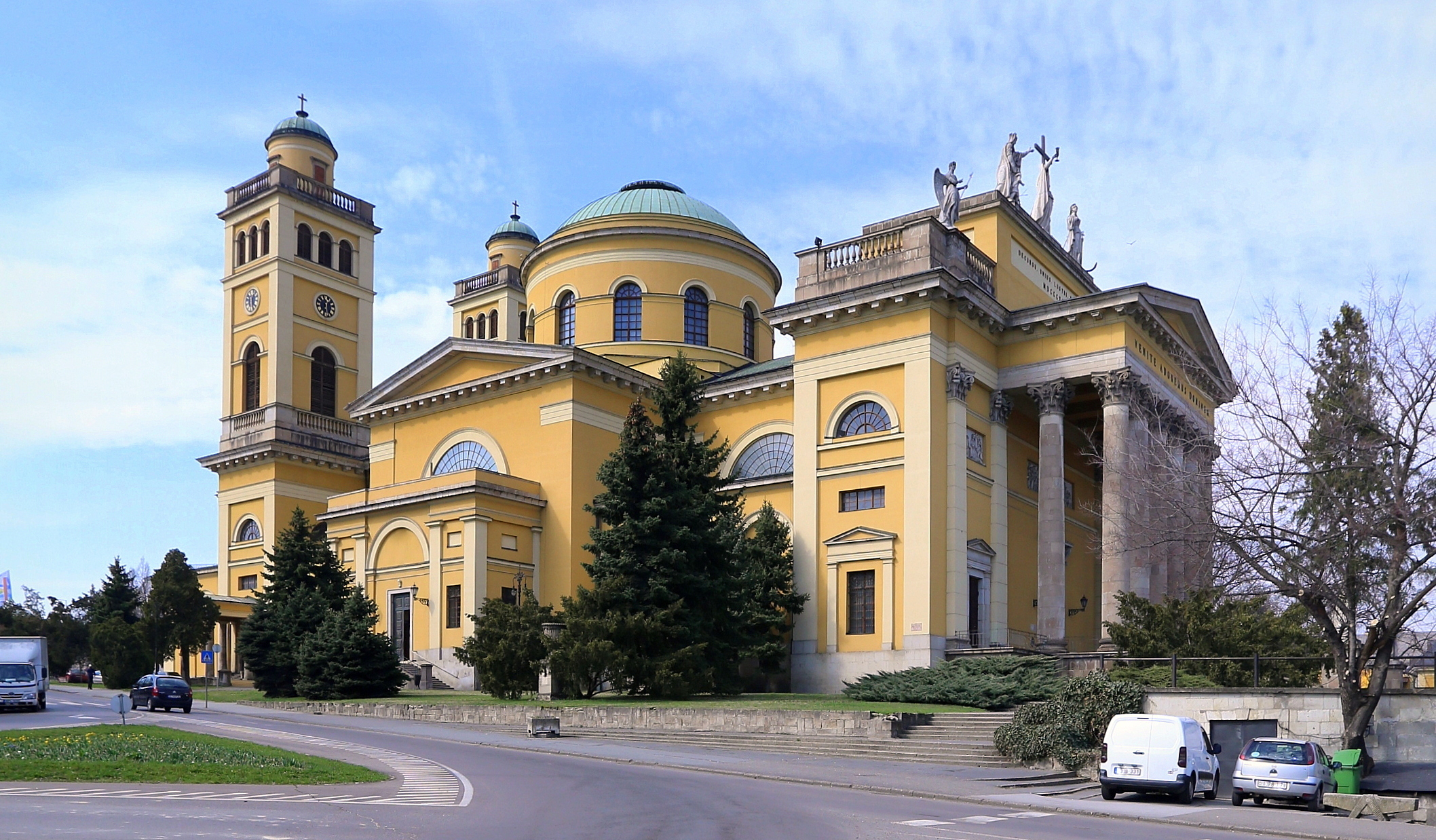
Az egri főszékesegyház
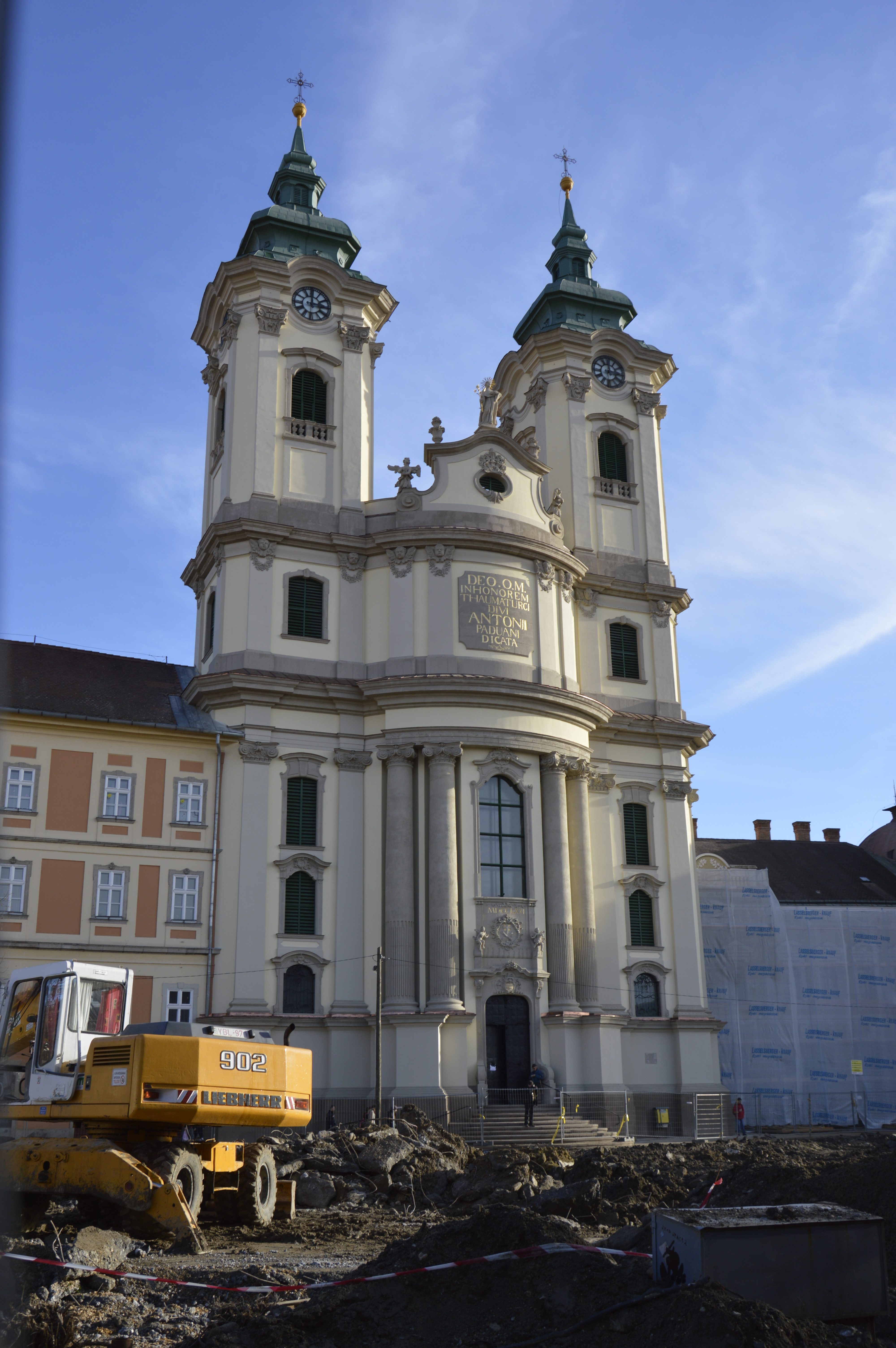
Az egri minorita templom
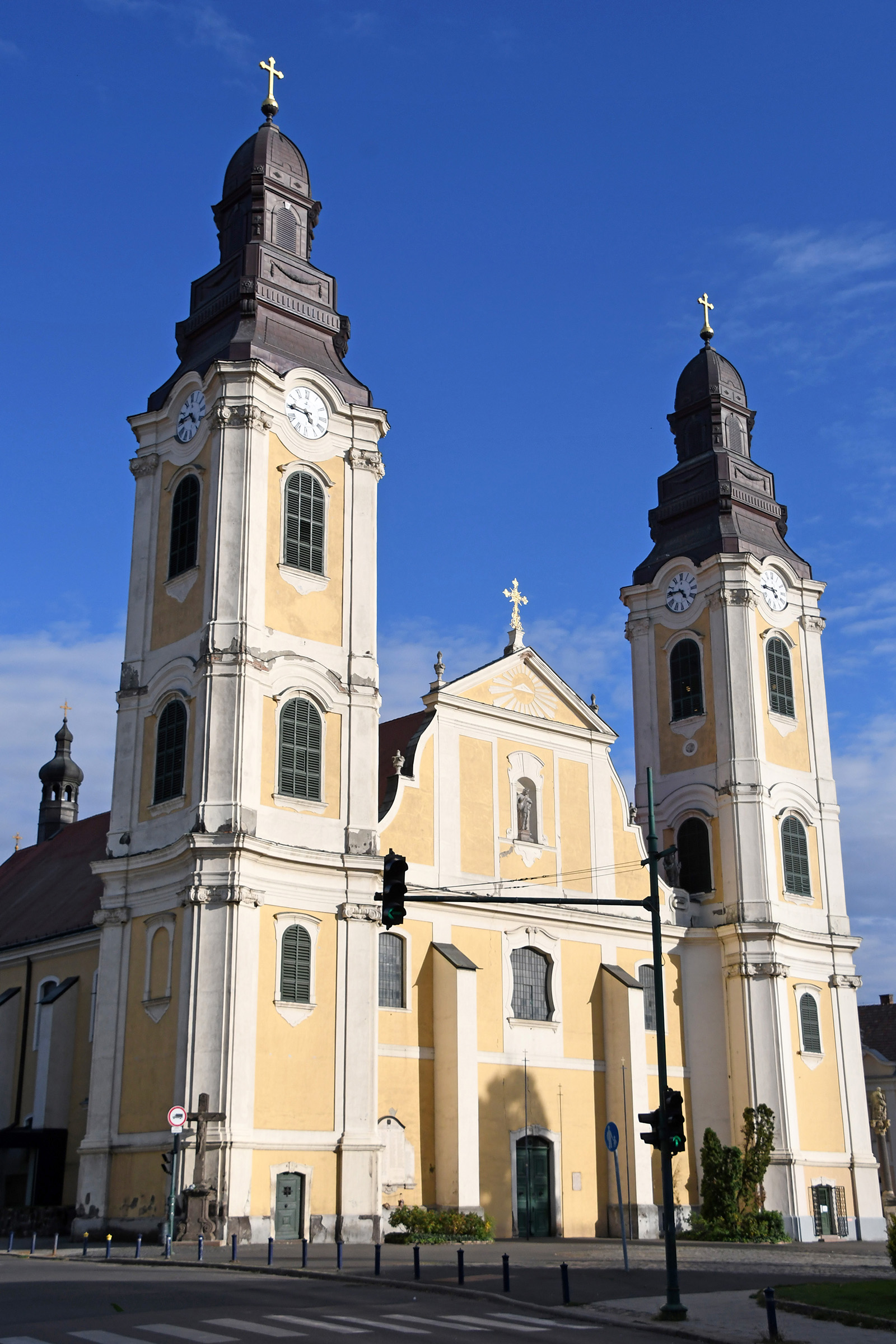
A gyöngyösi Szent Bertalan-templom
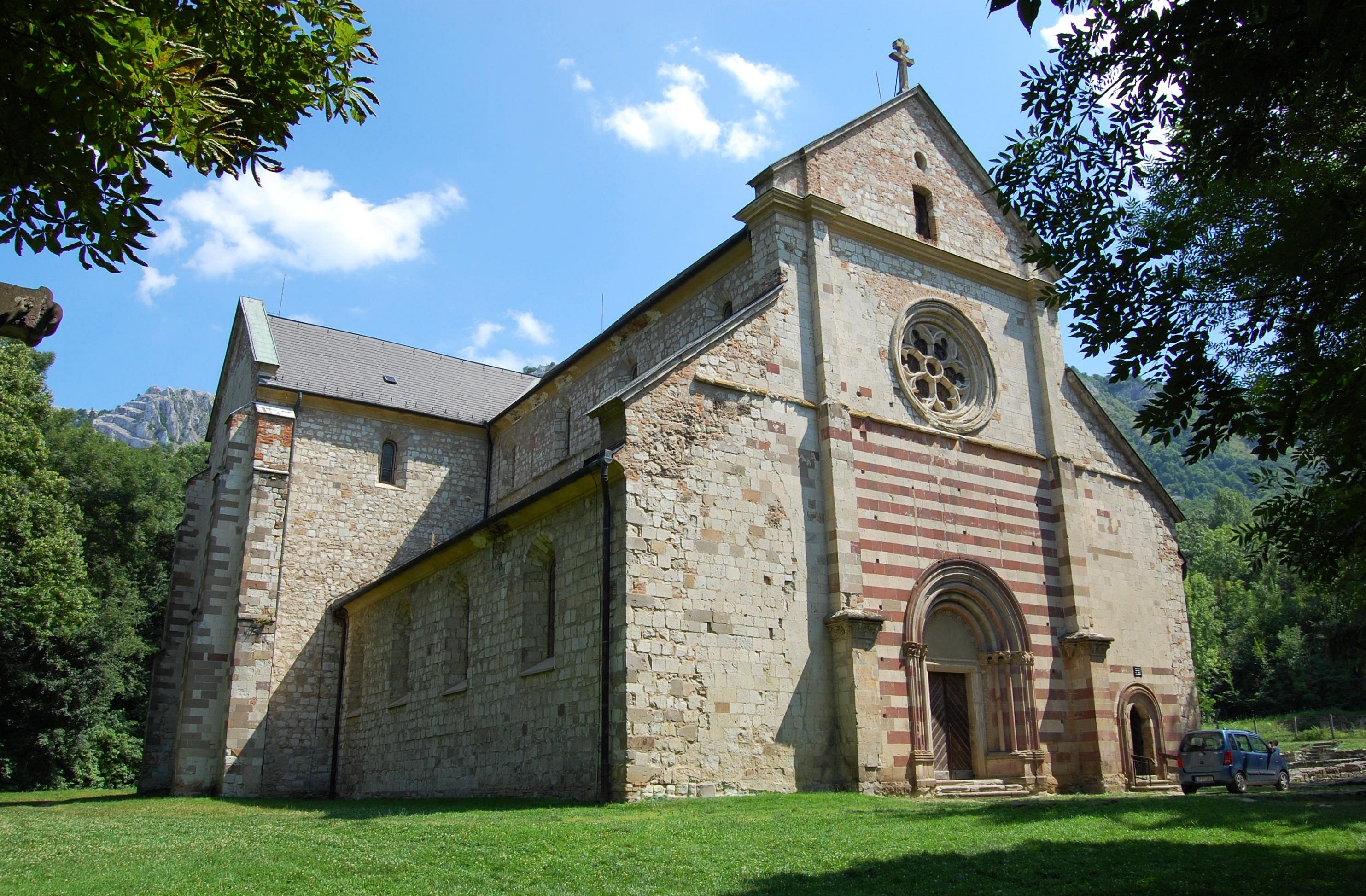
A bélapátfalvai ciszterci kolostor
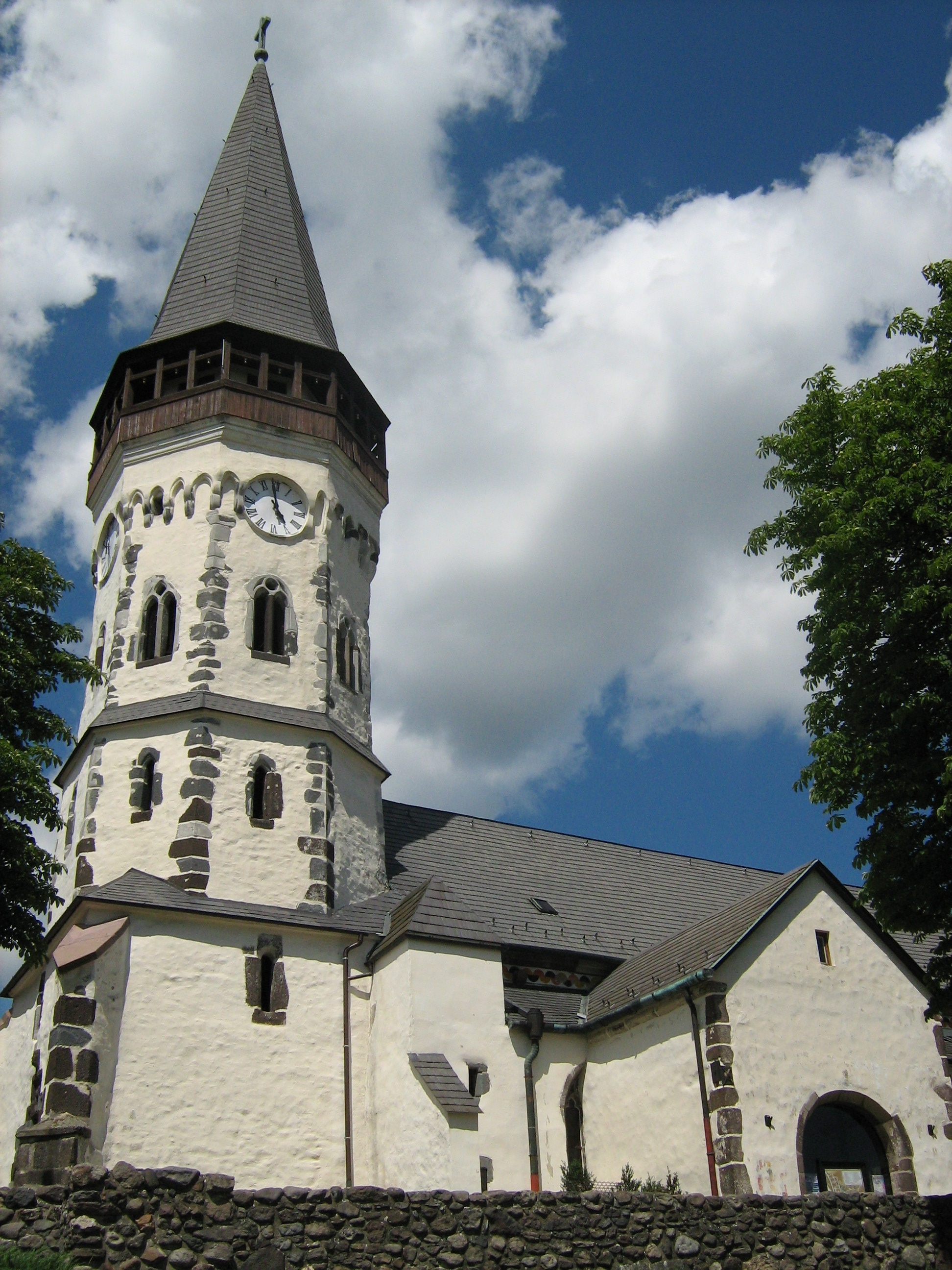
A gyöngyöspatai Kisboldogasszony-templom

## Gazdaság
A megye legnagyobb nyereségű cégei a 2006-os adózott eredmény szerint (zárójelben az országos toplistán elfoglalt helyezés):
1. Robert Bosch Elektronika Kft. (36)
2. Mátrai Erőmű Zrt. (41)
3. Mátra Cukor Zrt. (92)

### Mezőgazdaság
2023-ban jelentősen csökkent a termőföld-adásvételek száma: -69 %, ami messze a legnagyobb visszaesés volt Magyarországon; a tényleges földterület-forgalom viszont csak 35 %-kal mérséklődött, 1100 hektár körül maradt. Ez arra utal, hogy a nagyobb gazdálkodók továbbra is aktívan vásároltak, miközben a tranzakciók jelentős része elmaradt. A földforgalom különbségei járásonként is markánsak: a pétervásárai és hevesi járásban nőtt, Füzesabony környékén enyhén csökkent, míg pl. a hatvani járásban 60‒90 %-os visszaesés volt megfigyelhető.
A KSH adatai szerint 2024-ben Heves megye gabonatermesztői átlagos terméshozamot értek el: a búza és árpa termésátlaga országos szinten sem tért el lényegesen a korábbi évektől, annak ellenére, hogy a vetésterületek csökkentek. A hosszabb aszályos periódusok és hőhullámok negatívan hatottak a növények fejlődésére, melyet csak részben kompenzált a júniusi csapadék. A területstruktúra 2023‑ban több mint 50 000 ha őszi búzát, 30 000 ha napraforgót, 13 000 ha kukoricát és 9 000 ha repcét jelentett.
Heves állatállománya az országos átlag alatti, de stabil: a szarvasmarhák aránya megközelítőleg 15–16 %, míg a sertések aránya 1,3–1,5 % körüli volt 2014 és 2024 környékén. December 1-i adatok szerint a sertésállomány 2020 körül volt a mélyponton (4 %), de azóta emelkedett vissza 5,9 %-ra. Az adatsorok alapján a baromfi és juhállományról ugyan nem áll rendelkezésre pontos szám, ám a szarvasmarha- és sertésarányok alapján az állattenyésztés mérsékelt, mégis fontos ágazat a megye vidékén.
A szervestrágyázás terén Heves vármegye átlag alatti mutatókat produkál: az elmúlt években a kijuttatott szerves trágya mennyisége évente változott, de az Észak-Magyarország régión belüli átlagot is jócskán meghaladta a megye teljesítménye. Ez arra utal, hogy a gazdálkodók rendszeresen alkalmaznak trágyát, támogatva ezzel a talajminőség fenntartását – bár adatok szerint a struktúra javításra szorul.
Aszályos időszakok gyakorisága és a talajszerkezet változékonysága komoly kihívásokat jelentenek: a talajhasználat optimalizálása érdekében mélyebb művelésre, vízgazdálkodás fejlesztésére van szükség. A helyi agrárszaktanácsok és KSH\AgroNapló javaslata szerint olyan technológiákra kell építeni, amik segítenek a lehullott csapadék mélyrétegbe kerülését és a talaj víztartó képességének javítását.
Az Eurostat 2001-es adatai szerint Heves megyében a primer szektor bruttó hozzáadott értékben (GVA) 5,9 %-os arányt képviselt, ami magasabb, mint az országos átlag (4,3 %). Emellett az ipar és szolgáltatások súlya is alacsonyabb az országosnál, ami tovább erősíti a mezőgazdaság stratégiai jelentőségét a régióban.
Heves megye Közép‑ és Észak‑Magyarország dombvidéki régiójában található (Mátra, Bükk), ahol a termőhelyi adottságok jellegzetesek – a termékeny síkságok mellett hegyvidéki területek is megtalálhatók . Eger a megyeszékhely, és a megye gazdasági szerkezete kiegyensúlyozott – a mezőgazdaság továbbra is életadójának tekinthető, különösen a helyi kisgazdaságok, mezőgazdasági társaságok és családi farmok esetében.

### Ipar
A megyében viszonylag kevés ipari létesítmény található. Jelentősebb tevékenységek:
- alkatrész- és gépgyártás (sebességváltó, pneumatikus eszközök)
- csomagolóeszközök (Füzesabony)
- élelmiszeripar, malomipar (cukor, konzervek, tejtermékek)
- mész- és cementgyártás
- téglagyártás (Eger, Mátraderecske)
- villamos energia előállítás (Mátrai Hőerőmű, Visonta; Kiskörei Vízierőmű)
- lőszergyártás (Sirok)
- fém csomagolóeszközök, alumínium tubusok, palackok (Sirok)

## Heves Megye Nagykövetei
A Heves Megye Közgyűlése 2012-ben alapította „Heves Megye Nagykövete” kitüntető címet, amely annak a magyar állampolgárnak adományozható, aki valamely jelentős eredményt hozó tevékenységével vagy egész életművével országos vagy nemzetközi hírű elismerést vívott ki. A díjat minden évben Heves megye napján a közgyűlés elnöke adja át, ünnepélyes keretek között. A kitüntetés adományozása során a kitüntetettek részére oklevél és emlékérem kerül átadásra.

### Díjazottak
- Törőcsik Mari Nemzet Színésze, Nemzet Művésze, háromszoros Kossuth-díjas, kétszeres Jászai Mari-díjas és Balázs Béla díjas érdemes és kiváló művész.
- Bolyki János, borász (2013)
- Kiss Károly, labdarúgó (2013)
- Klausmann Viktor, újságíró (2015)[16]
- Kovács Kati, Kossuth-díjas és Liszt Ferenc-díjas előadóművész (2015)[16]
- Kő Pál, Kossuth-díjas szobrászművész
- Szabó Attila, Kossuth-díjas zenész, Csík zenekar tagja (2014)
- Szabó Krisztina, énekművész (2014)
- Urbán Eszter, FIFA játékvezetője (2014)

## Híres szülöttei
- Hám János (Gyöngyös, 1781. január 5. – Szatmárnémeti, 1857. december 30.) szatmári püspök, kinevezett esztergomi érsek
- Lenkey János (Eger, 1807. szeptember 7. – Arad, 1850. február 8.) 1848–49-es honvéd tábornok
- Almásy Pál (Gyöngyös, 1818. január 18. – Budapest, 1882. november 1.) politikus, az 1848–49-es szabadságharcban a képviselőház alelnöke
- Vachott Sándor (Gyöngyös, 1818. november 17. – Pest, 1861. április 9.) költő, író, ügyvéd, az MTA levelező tagja, a Kisfaludy Társaság rendes tagja
- Bródy Sándor (Eger, 1863. július 23. – Budapest, 1924. augusztus 12.) magyar író, drámaíró és publicista
- Richter Gedeon (Ecséd, 1872. szeptember 23. – Budapest, 1944. december 30.) magyar gyógyszerész, a modern magyar gyógyszeripar megteremtője
- Meszlényi Zoltán (Hatvan, 1892. január 2. – Kistarcsa, 1951. március 4.) római katolikus magyar vértanú püspök
- Bíró Sándor (Füzesabony, 1911. augusztus 9. – Budapest, 1988. október 7.) magyar válogatott labdarúgó
- Garai János (Gyöngyös, 1913. május 29. – Komárom, 1945. eleje) magyar költő, író, újságíró
- Bálint György (Gyöngyös, 1919. július 28. – Kistarcsa, 2020. június 21.) magyar kertész- és mezőgazdasági mérnök, író, szerkesztő, médiaszemélyiség, újságíró, politikus, a mezőgazdasági tudományok kandidátusa
- Kocsis Albert (Hatvan, 1931. május 12.– Kassel, 1995. március 14.) hegedűművész
- Koncz Zsuzsa (Pély, 1946. március 7. –) Kossuth- és Liszt Ferenc-díjas magyar énekesnő, előadóművész
- Holczreiter Sándor (Füzesabony, 1946. július 18. – Tatabánya, 1999. december 14.) olimpiai bronzérmes, háromszoros világbajnok súlyemelő
- Molnár Pál (Gyöngyös, 1952. október 13. –) magyar újságíró, a Balassi Bálint-emlékkard és más művészeti díjak alapítója
- Fodor Gábor (Gyöngyös, 1962. szeptember 27. –) magyar jogász, liberális politikus, az Ellenzéki Kerekasztal tagja
- Kautzky Armand (Eger, 1964. november 12. –) Jászai Mari-díjas magyar színművész, szinkronszínész, érdemes művész
- Kocsor Zsolt művésznevén Kozso (Eger, 1965. február 9. –) többszörös arany- és platinalemezes magyar énekes, zenész, zeneszerző, szövegíró és producer
- Náray Erika (Eger, 1967. november 29. –) magyar színésznő, énekesnő, szinkronszínész
- Pokorny Lia (Hatvan, 1971. november 23. –) magyar színésznő
- Sneider Tamás (Eger, 1972. június 11.) nemzeti radikális politikus, 2009-től 2018-ig a Jobbik Magyarországért Mozgalom alelnöke, 2018-tól 2020. január 25-ig a párt elnöke
- Szekeres Adrien (Eger, 1973. október 6. –) Artisjus-díjas magyar énekesnő, dalszerző
- Vona Gábor (Gyöngyös, 1978. augusztus 20. –) magyar politikus, 2010 és 2018 között országgyűlési képviselő

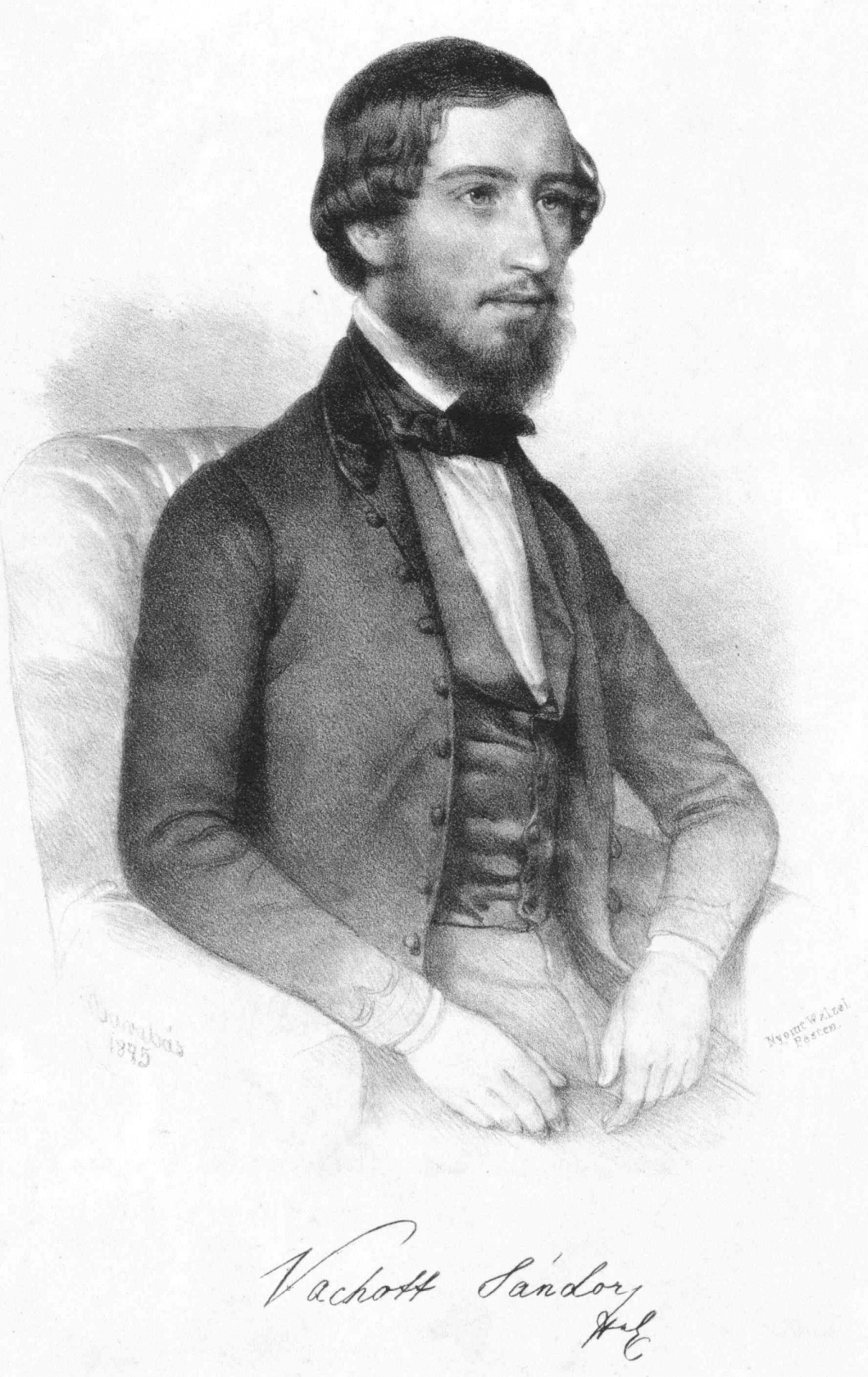
Vachott Sándor
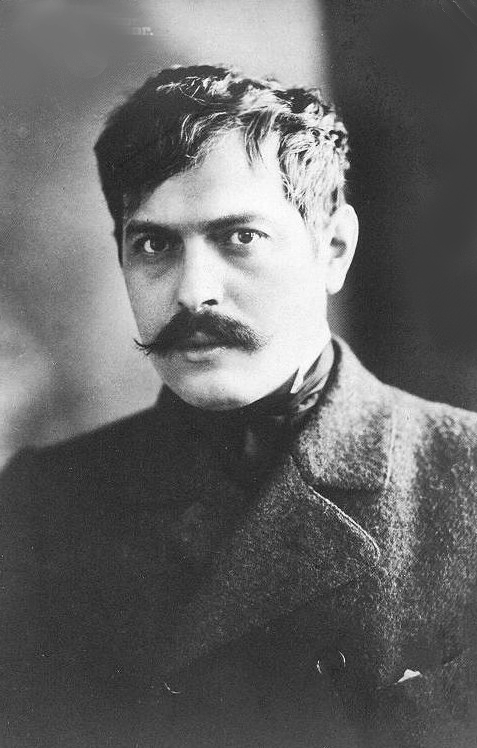
Bródy Sándor
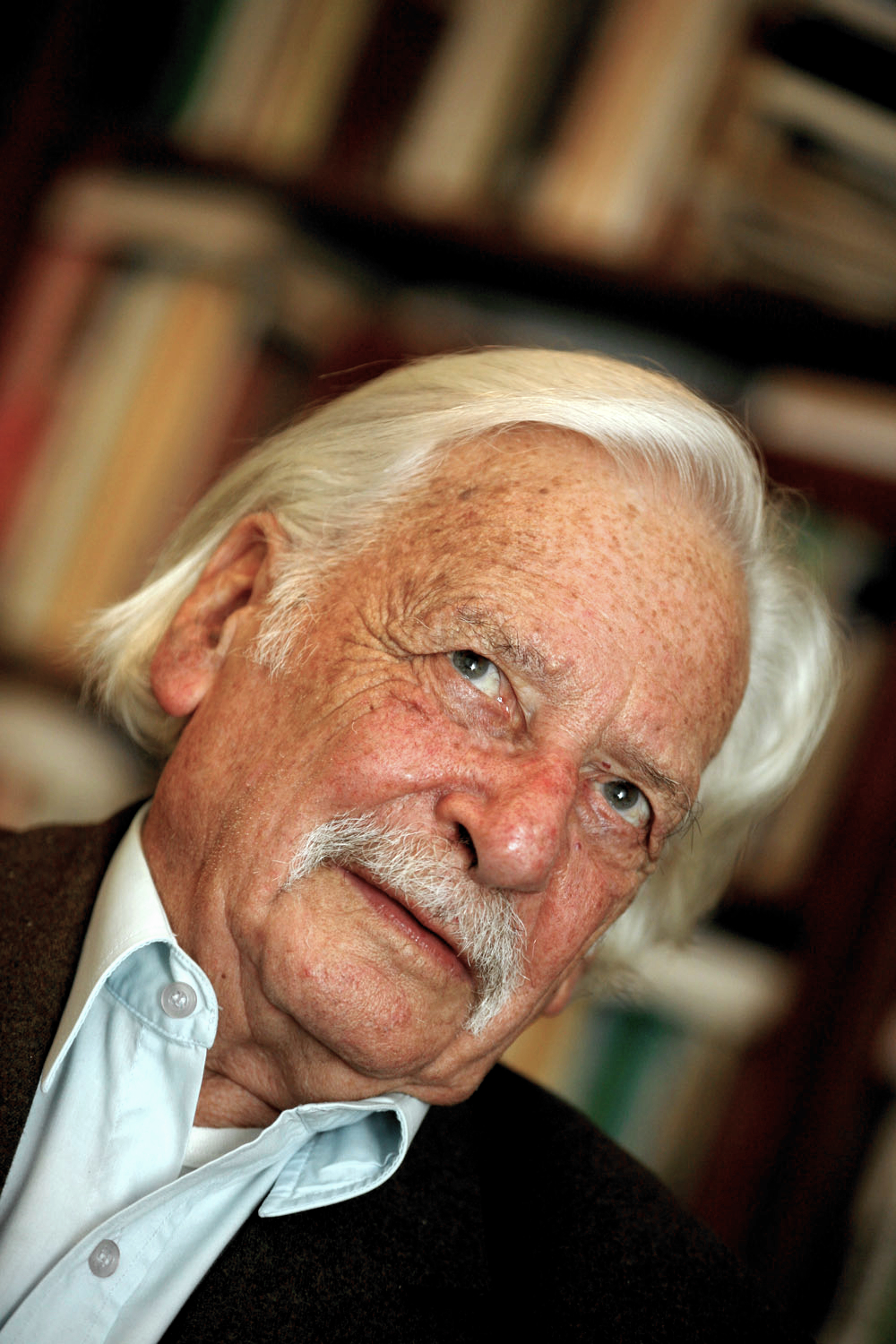
Bálint György
Koncz Zsuzsa
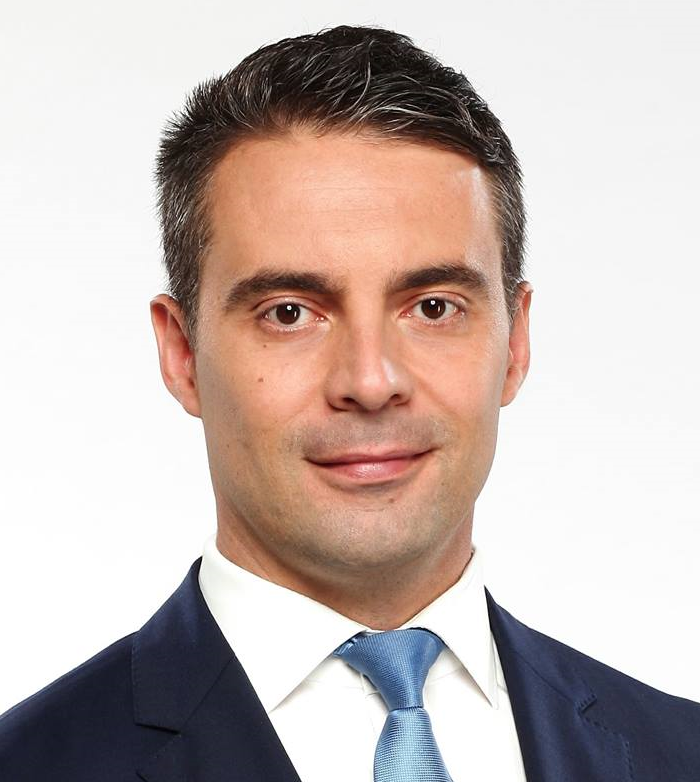
Vona Gábor

## Kultúra

### Turizmus
Lásd még: a Heves vármegye turisztikai látnivalóinak listája és Heves vármegye műemlékeinek listája cikkeket

Heves vármegye a magyarországi turisztikai régiók közül az Észak-Magyarország- és a Tisza-tó régióba tartozik, egyik legfőbb vonzereje Eger városa, melyet Magyarország legszebb barokk városai között tartanak számon, amelynek műemlékei mellett kiváló borai és gyógyvizei is sok turistát vonzanak. A Tisza-tó partja népszerű üdülőövezet, a Mátra és a Bükk-vidék turistaútjai pedig a vadregényes hegyi túrák kedvelőinek jelentenek különleges élményt. A megyében a gyógyturizmus is jelen van, fürdői közé tartozik a Markhot Ferenc Kórház Törökfürdő (Arnaut pasa fürdője) is. Ennek első írásos dokumentuma 1448-ból származik, ebben nevét még „karthausi fürdőként” említik. A mai létesítmény 1610 és 1617 között épült, a török hódoltság idején törökök építették rituális célból. Azóta is gyógycélokat szolgál. Radonos (Rn) vize Magyarországon egyedülálló jelenség, főképp mozgásszervi betegségek kezelésére használják fel. A Mátraderecskei Széndioxid Gyógygázfürdőnek 1992-ben lakossági bejelentések után kezdeményezték a gázszivárgás növekedésének, a gáz összetételének vizsgálatát, összetétele: oxigén (O2), nitrogén (N2), metán (CH4), szén-dioxid (CO2), radon (Rn). 1000 méter mélységből jut a felszínre, az Egészségügyi Minisztérium Országos Gyógyhelyi és Gyógyfürdőügyi Főigazgatósága a gázt 1999-ben gyógygázzá, a gyógyközpontot 2006-ban gyógygázfürdővé minősítette. Érbetegségek, egyes reumatológiai esetek kezelésére javallják.

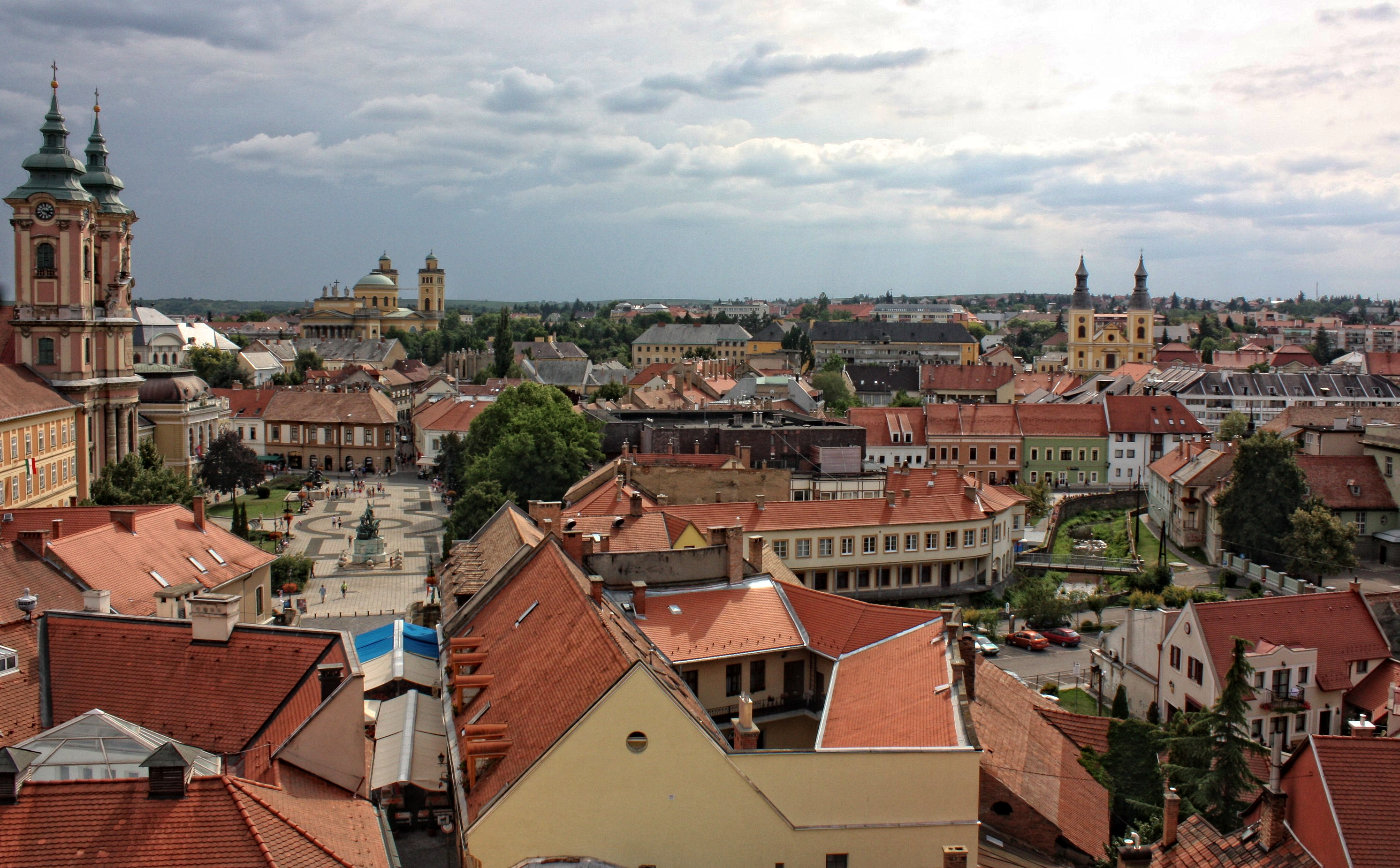
Eger, a vármegyeszékhely
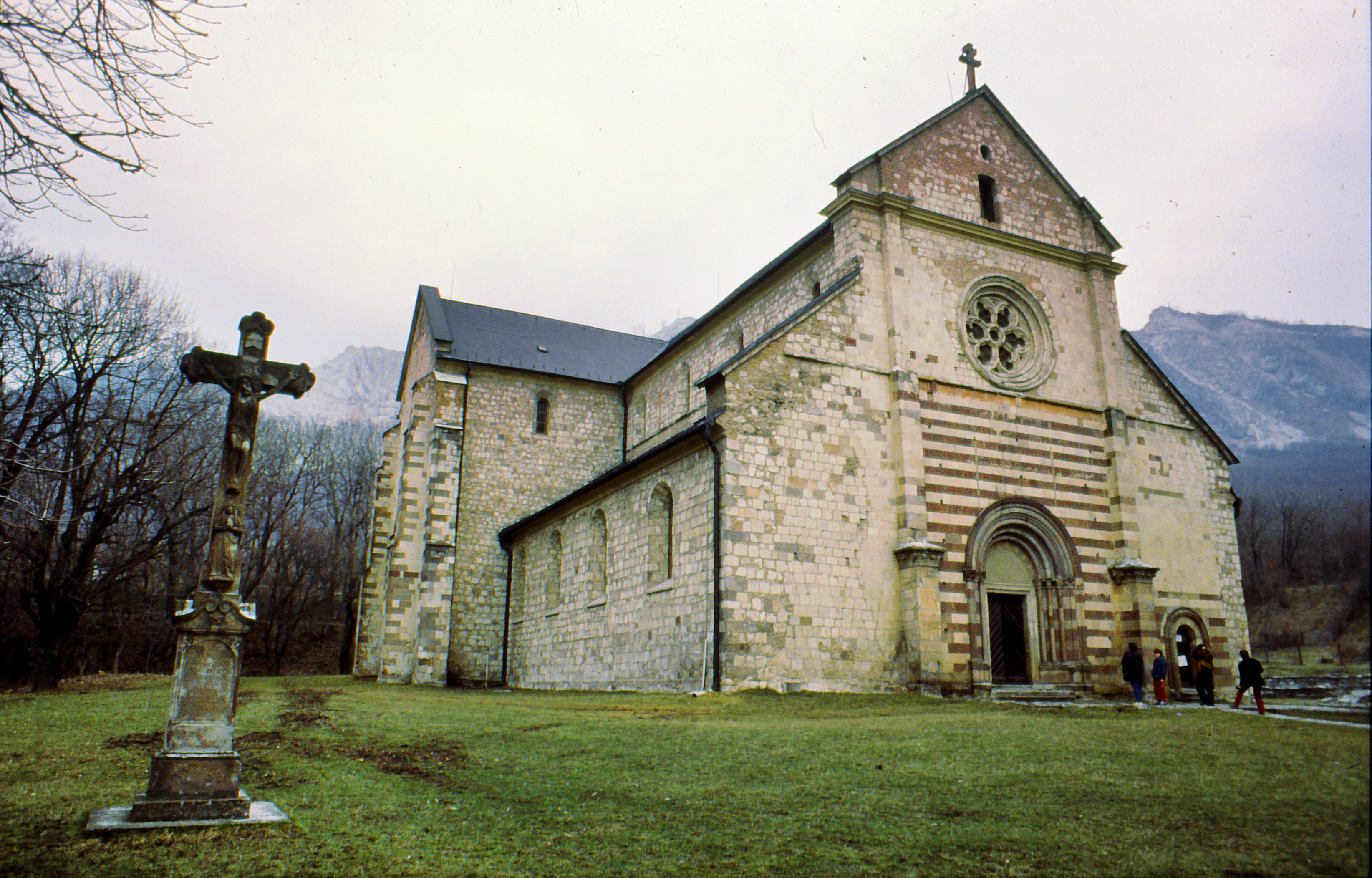
A magyar romanika egyik legépebben maradt alkotása, a Bélapátfalvai ciszterci kolostor
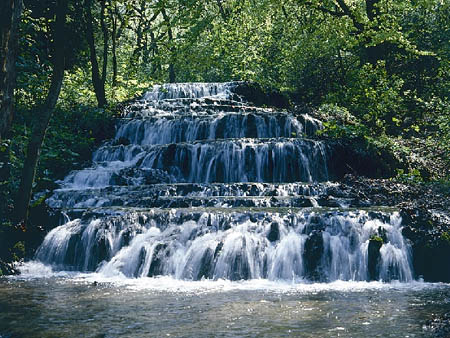
A szilvásváradi Fátyol-vízesés
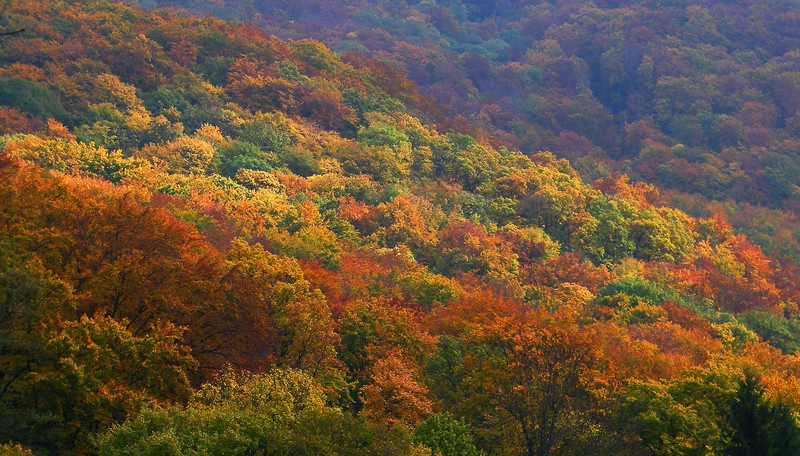
A Bükk-vidék hegyvidéki részének erdőségei ősszel
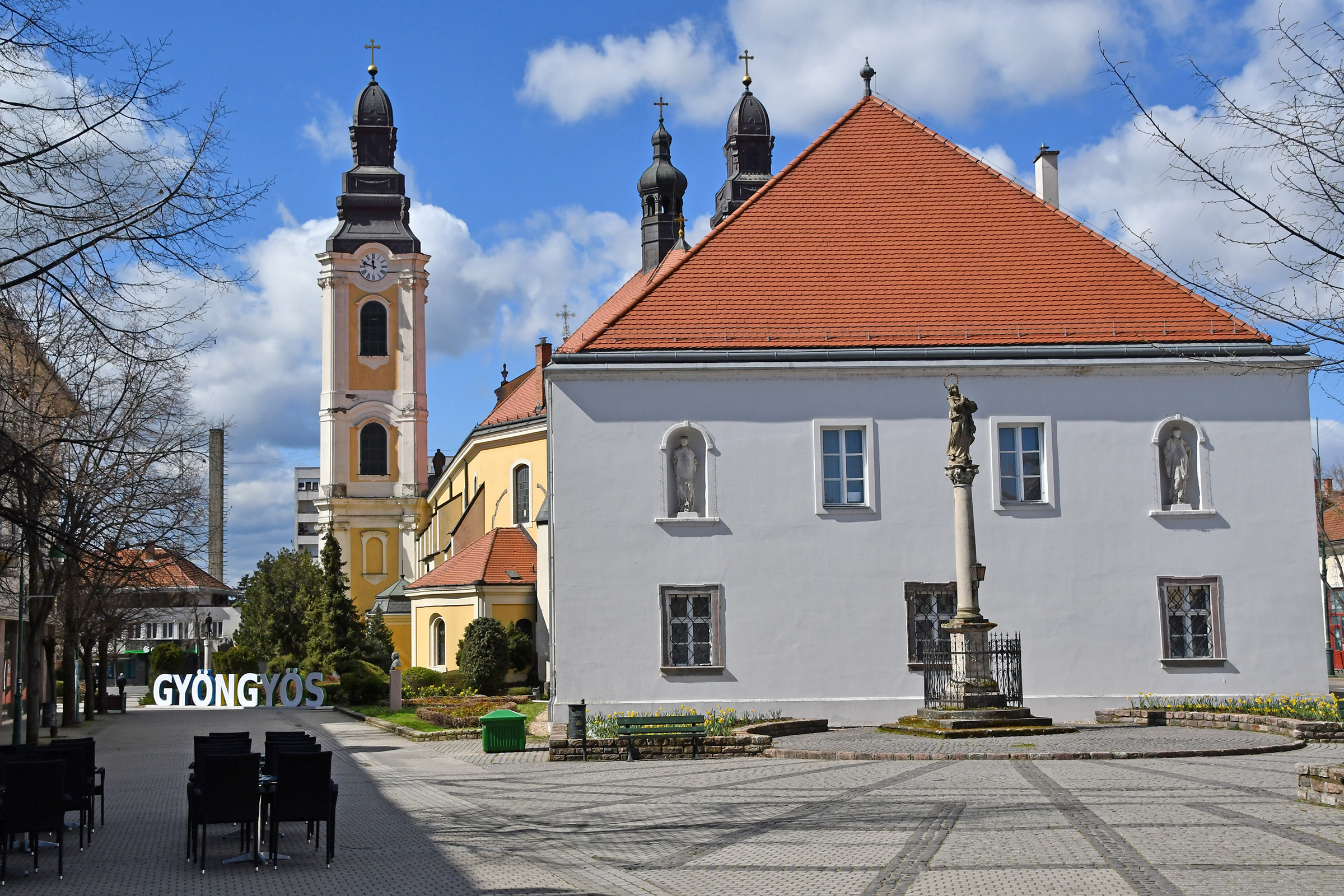
Gyöngyös óvárosa a Szent Bertalan-templommal
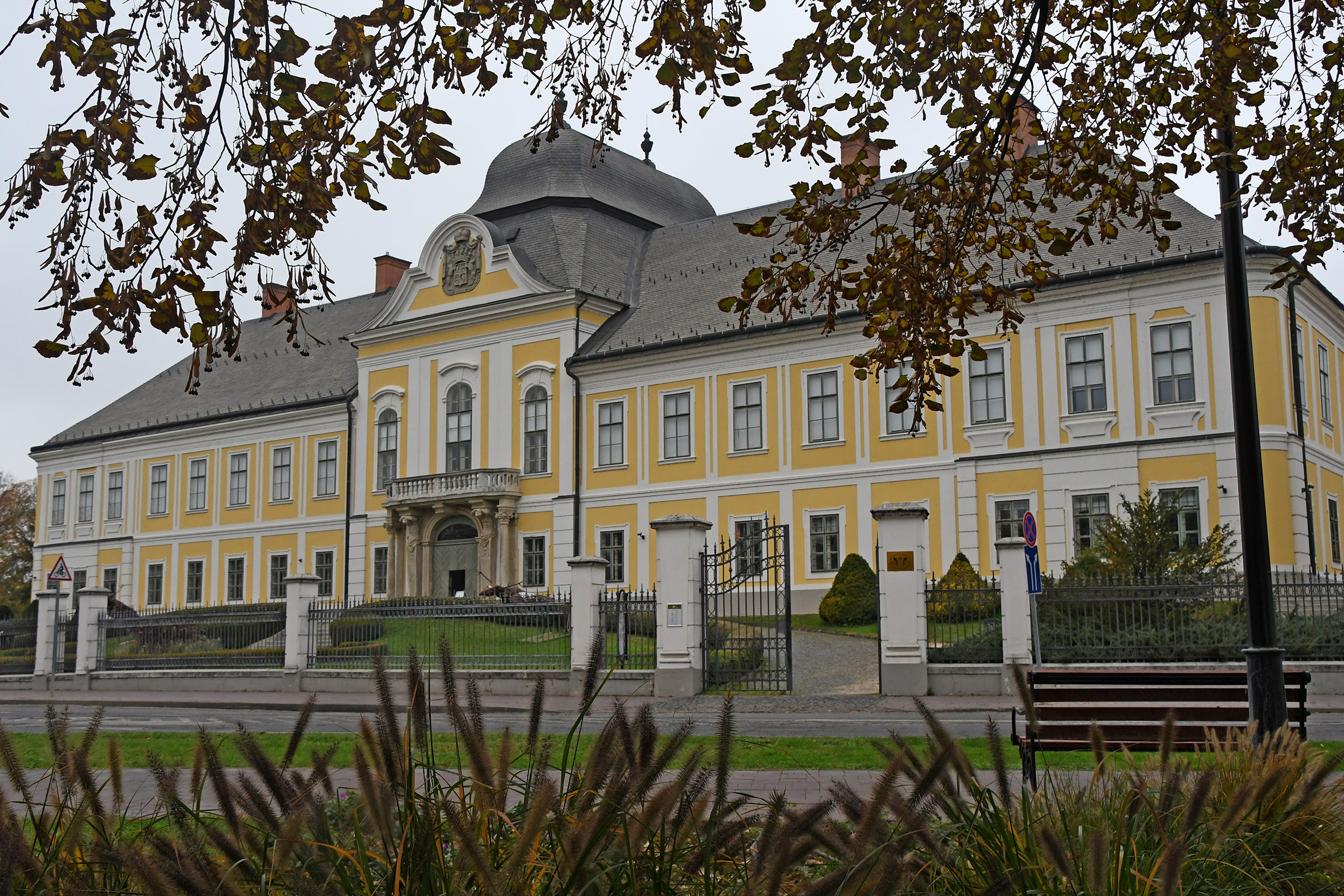
A Hatvanban található Grassalkovich-kastély főhomlokzata
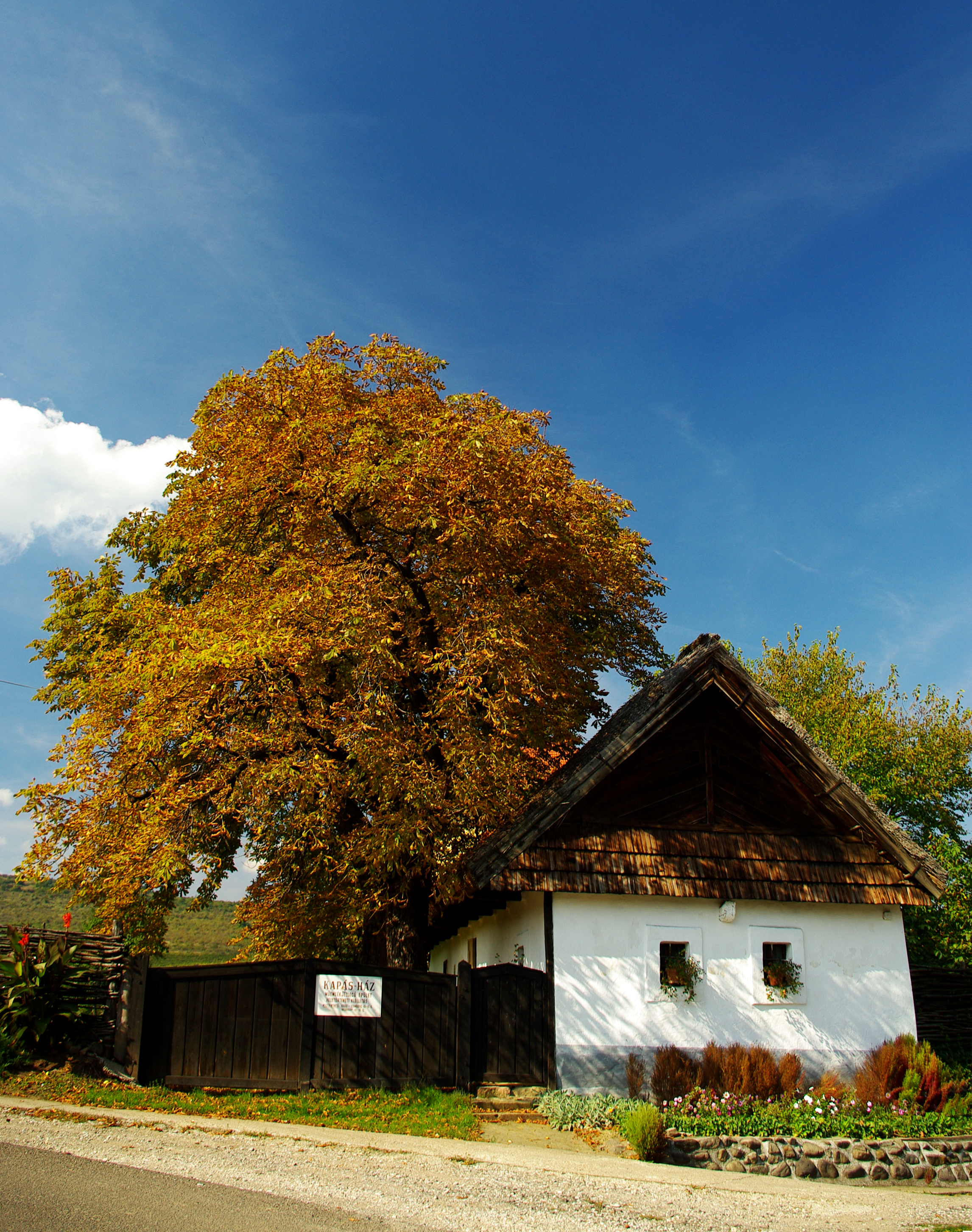
Hagyományos parasztház Abasár
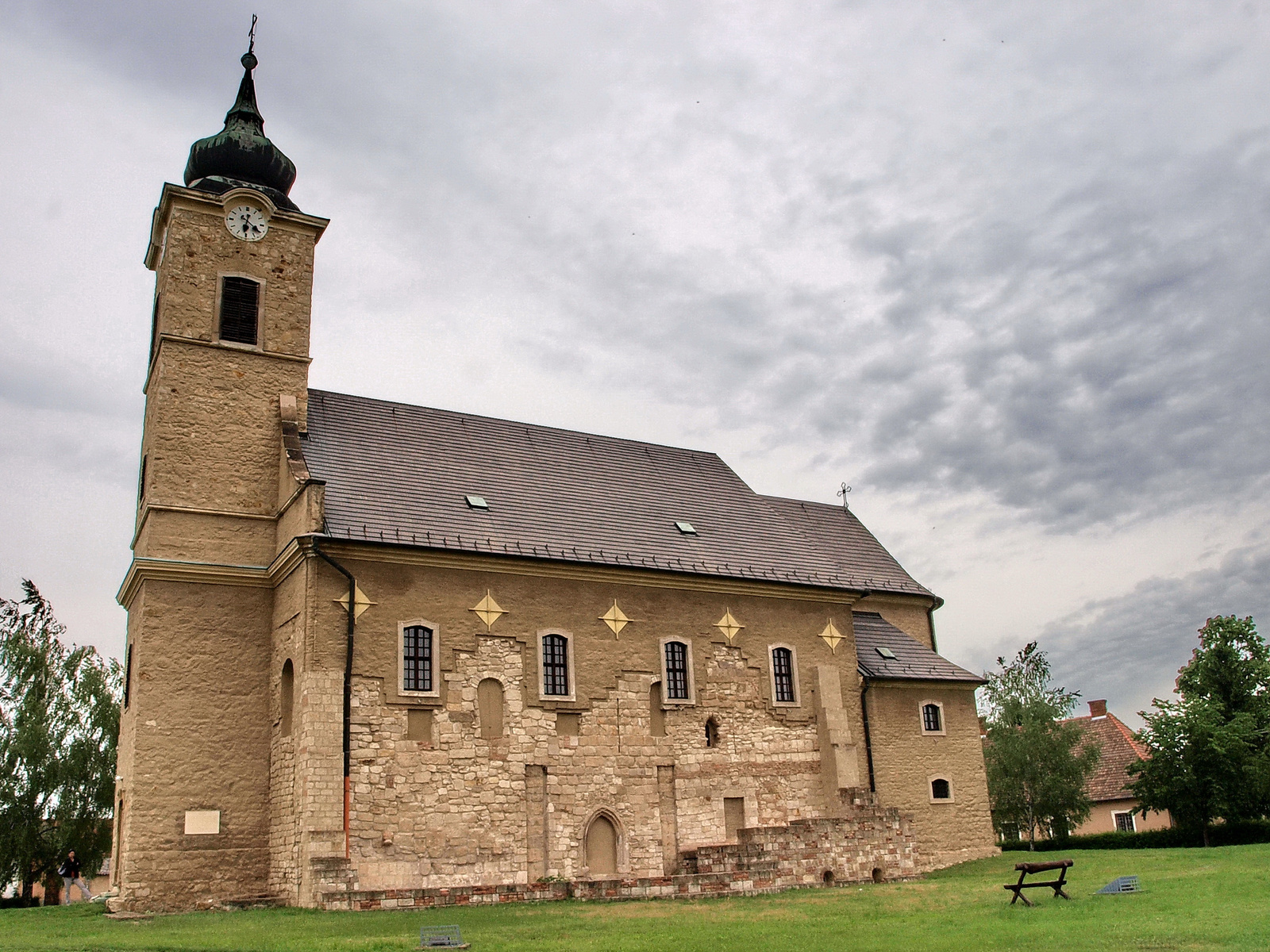
A 11. századi feldebrői Szent Márton-templom

## Települései

### Városok
Népesség szerinti sorrendben, a KSH adatai alapján:
| Sorszám | Település    | Lakónépesség (2019.01.01)     | Járás               |
| ------- | ------------ | ----------------------------- | ------------------- |
| 1.      | Eger         | 49 499 fő (2024. jan. 1.) +/- | Egri járás          |
| 2.      | Gyöngyös     | 27 645 fő (2024. jan. 1.) +/- | Gyöngyösi járás     |
| 3.      | Hatvan       | 19 943 fő (2024. jan. 1.) +/- | Hatvani járás       |
| 4.      | Heves        | 9863 fő (2024. jan. 1.) +/-   | Hevesi járás        |
| 5.      | Füzesabony   | 7143 fő (2024. jan. 1.) +/-   | Füzesabonyi járás   |
| 6.      | Lőrinci      | 5415 fő (2024. jan. 1.) +/-   | Hatvani járás       |
| 7.      | Verpelét     | 3692 fő (2024. jan. 1.) +/-   | Egri járás          |
| 8.      | Bélapátfalva | 2763 fő (2024. jan. 1.) +/-   | Bélapátfalvai járás |
| 9.      | Kisköre      | 2593 fő (2024. jan. 1.) +/-   | Hevesi járás        |
| 10.     | Gyöngyöspata | 2253 fő (2024. jan. 1.) +/-   | Gyöngyösi járás     |
| 11.     | Pétervására  | 2076 fő (2024. jan. 1.) +/-   | Pétervásárai járás  |

### Nagyközségek
- Hort
- Kál
- Nagyréde
- Parád
- Recsk

### Községek
| - Abasár - Adács - Aldebrő - Andornaktálya - Apc - Átány - Atkár - Balaton - Bátor - Bekölce - Besenyőtelek - Boconád - Bodony - Boldog - Bükkszék - Bükkszenterzsébet - Bükkszentmárton - Csány - Demjén - Detk - Domoszló - Dormánd - Ecséd | - Egerbakta - Egerbocs - Egercsehi - Egerfarmos - Egerszalók - Egerszólát - Erdőkövesd - Erdőtelek - Erk - Fedémes - Feldebrő - Felsőtárkány - Gyöngyöshalász - Gyöngyösoroszi - Gyöngyössolymos - Gyöngyöstarján - Halmajugra - Heréd - Hevesaranyos - Hevesvezekény - Hort - Istenmezeje | - Ivád - Kápolna - Karácsond - Kerecsend - Kerekharaszt - Kisfüzes - Kisnána - Kompolt - Kömlő - Ludas - Maklár - Markaz - Mátraballa - Mátraderecske - Mátraszentimre - Mezőszemere - Mezőtárkány - Mikófalva - Mónosbél - Nagyfüged - Nagykökényes - Nagyréde | - Nagytálya - Nagyút - Nagyvisnyó - Noszvaj - Novaj - Ostoros - Pálosvörösmart - Parád - Parádsasvár - Pély - Petőfibánya - Poroszló - Rózsaszentmárton - Sarud - Sirok - Szajla - Szarvaskő - Szentdomonkos - Szihalom - Szilvásvárad - Szúcs - Szűcsi | - Tarnabod - Tarnalelesz - Tarnaméra - Tarnaörs - Tarnaszentmária - Tarnaszentmiklós - Tarnazsadány - Tenk - Terpes - Tiszanána - Tófalu - Újlőrincfalva - Vámosgyörk - Váraszó - Vécs - Visonta - Visznek - Zagyvaszántó - Zaránk |